# ベネトン・フォーミュラ
ベネトン・フォーミュラ（Benetton Formula Ltd）は、1986年から2001年にかけてF1に参戦していたレーシングコンストラクター。母体はイタリアのアパレル企業ベネトン。1995年にコンストラクターズタイトル獲得するなど、1990年代のF1界を代表するチームであった。

## 歴史

### F1への参戦〜トップチームへ

#### 1986年

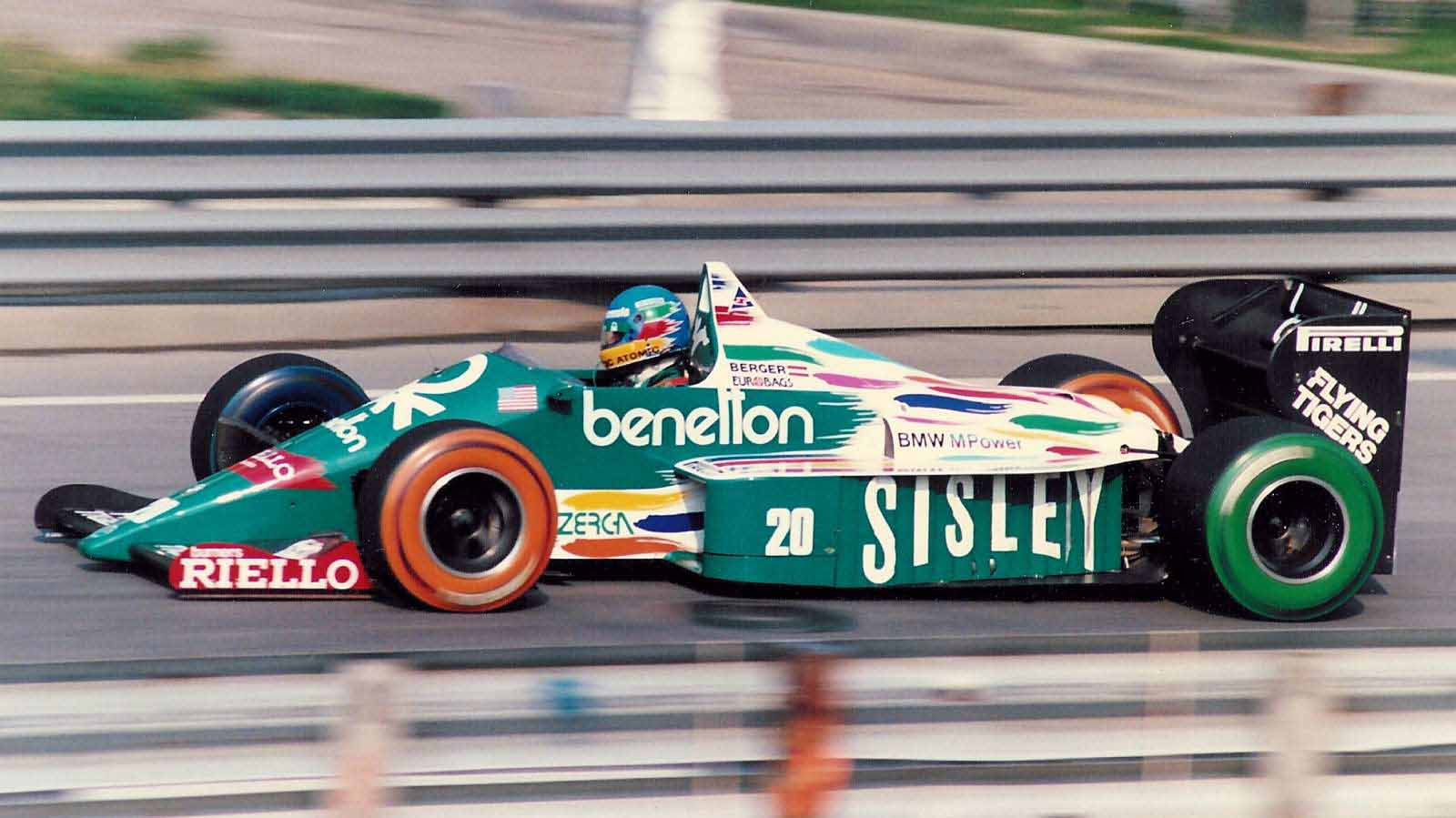
B186（1986年）

それまでもティレルやアルファロメオのメインスポンサーを務めるなど、F1に関心を持っていたベネトン社が、トールマン・チームを買収。「ベネトン・フォーミュラ」として1986年開幕戦より参戦。現場を仕切るチームマネージャーは元チーム・ロータス、ウィリアムズF1で経験を持つピーター・コリンズが就任した。ベネトンはF1参戦初年度からテオ・ファビによりポールポジションを2回獲得し、ゲルハルト・ベルガーはタイヤ無交換作戦を決めメキシコGPで初優勝を飾った。チームに初優勝をもたらしたベルガーは最終戦を前にフェラーリへの移籍が決まった。

#### 1987年
エンジンをBMWターボからフォードTEC V6ターボに変更。これは前年にハース・ローラチームに搭載されていたものを改良したエンジンである (実質的な開発はコスワースが担当)。ベルガーが去った空席には、アロウズからティエリー・ブーツェンを迎えた。この年はファビがファステストラップと3位を1回、ブーツェンが3位を1回記録し時に速さを見せたが、シーズン後半にファビとブーツェンの折り合いが悪くなり、ファビがF1シートを失うことが確定していた最終戦オーストラリアGPでは、ブレーキトラブルで周回遅れとなっていたファビが、上位を狙い8位走行中のブーツェンを執拗にブロックしブーツェンは3度コースオフ、4位（※後日2位のセナが車体規格違反で失格となり3位に繰り上がり）でポイントゲットしたレース後にブーツェンがその件でファビに抗議に行くと、「オマエはまだポールポジションも獲ってないくせに、3回PP獲ってから文句を言え(ファビはこれまでに3回PP獲得、ブーツェンはこの時点でまたPP獲得歴なしだった)」と口論するなど関係が修復不可能になっていた。
前年からはチーム完走率が41パーセントから50パーセントと向上し、コンストラクター順位もひとつ上がって5位となった。

#### 1988年

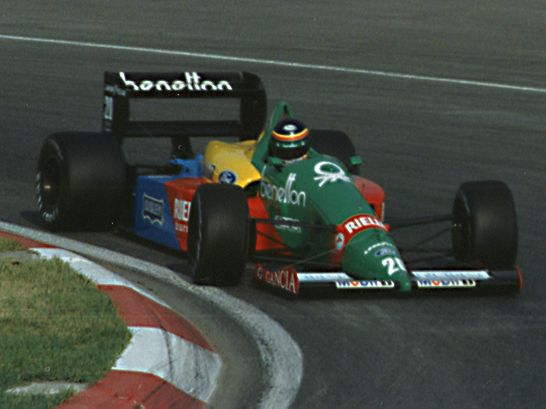
B188（1988年）

インディカー・ワールド・シリーズに転向したテオ・ファビに代わり、ミナルディからアレッサンドロ・ナニーニが加入した。翌年からのレギュレーション変更が決定していた3.5リッター自然吸気エンジンへの一本化を見越し、コスワースのDFRエンジンを使用した。これはDFVをルーツとするエンジンで、1988年はコスワースのワークスエンジンとしてベネトンだけに供給された。このエンジンには当初、ヤマハの「5バルブヘッド」の導入が予定されていたが、テストの段階で信頼性不足と判断され、実戦には採用されなかった。
DFRを搭載したB188は、マクラーレン・ホンダやフェラーリなどのターボエンジン勢に迫る速さを見せ、過去最高成績となるコンストラクターズ・ランキング3位を獲得。自然吸気エンジンを使用したチームでは最上位となり、ブーツェンはドライバーズランキング4位を獲得、ナニーニもF1初表彰台を獲得するなど速さを見せ健闘した。
この年の最終戦、ベネトン社のアメリカ市場での店舗数拡大に功績を残していたフラビオ・ブリアトーレがコマーシャル・ディレクターとしてベネトン・フォーミュラに加わった。

#### 1989年
前年の活躍が評価されたブーツェンがウィリアムズへと移籍。ピーター・コリンズの後押しにより、F3000で負った両足の重傷のため復帰時期が未知数だった新人ジョニー・ハーバートが加入してナニーニとコンビを組んだ。開幕戦で優勝争いを演じるなどトップグループの仲間入りを果たすかと思われたが、フォードのレース部門統括者であるミヒャエル・クラネフスとコリンズの意見の対立が深まり、ピット内で口論し罵り合うなど、これまで明るくアットホームなチームと言われていたチームの雰囲気はひどく悪化した。加えて、ハーバートは足の傷が回復途上であり、ハードブレーキングの多いコースであるカナダGPで予選不通過に終わったため終了後、エマニュエル・ピロと交代させられた。このドライバー交代はコリンズのチーム方針に不満だったクラネフス主導で行われた人事であり、コリンズはハーバートにベネトンのレギュラーシートを与えた責任を取るべきだとするクラネフスと、ハーバートが回復すれば必ず戦力になると主張するコリンズとの対立はより深まってしまった。メディア上で去就が取り沙汰されるようになったコリンズには数チームから移籍の打診もあり、7月に同業のピーター・ウォーが辞職していたロータスへの近い将来の復帰を望み、ベネトン・フォーミュラを辞職して発足初年度から3年半指揮してきたチームを去った。ハーバートはジャン・アレジがF3000出場で欠席した場合のティレルに貸し出された。コリンズの後任となるマネージングディレクターには前年終盤チームの広報部門に送り込まれていたフラビオ・ブリアトーレをベネトン社が推挙し、マネージング・ディレクターに昇格となった。
同年用のB189は本来第4戦から実戦投入される予定だったが、搭載する新型フォードHBエンジンのクランク・シャフトに重大な欠陥が発見されたため投入が遅れ、第7戦のフランスGPでエースドライバーのナニーニに、第8戦のイギリスGPから2台ともB189が投入された。ナニーニは第15戦日本GPで、アイルトン・セナとアラン・プロストの同士討ちの間隙を縫ってF1初優勝を記録。続く最終戦オーストラリアGPでも2位に入るなど、同年ベネトンが獲得した選手権ポイントはほとんどがナニーニによるものだった。チームはコンストラクター・ランキング4位を確保した。
ブリアトーレがチームのトップに就任後もたらした大きな出来事として、第14戦スペインGPの初日、マクラーレン・MP4シリーズやフェラーリ・639シリーズのコンセプトを具現化し各チームにチャンピオンをもたらしたデザイナーであり、フェラーリと契約更新すると見られていたジョン・バーナードの獲得に成功。5年間の長期契約であり、翌1990年用ではなく1991年のマシンからバーナードのコンセプトがベネトンのマシンに反映されると発表した。また、フォード監督のクラネフスがチャンピオンクラスのドライバー獲得をブリアトーレに要望し、3度のタイトル獲得者であるネルソン・ピケを来季加入させるべく水面下で交渉を進めるなど、本気でタイトルを目指す姿勢を見せた。
同年オフには、F3選手権に参戦していたミカ・ハッキネンにB188をテストするチャンスを与えた。ハッキネンは、レギュラードライバーであるナニーニより速いタイムを叩き出し、注目された。

#### 1990年
ピロに代わり、ネルソン・ピケが加入。チームにとって初のワールドチャンピオン経験者の在籍であり、完全にトップチームの仲間入りを果たした。ベネトンでの3年目となったナニーニは、ドイツグランプリやハンガリーグランプリでトップ争いを繰り広げて評価を高め、フェラーリから声がかかり水面下で交渉し移籍寸前までいったが最終的に破談、ベネトンはナニーニに1991シーズンのシートを確約していたが、第15戦日本GP直前にヘリコプターの事故に遭いナニーニは右腕切断の重傷を負った。その日本GPではピケが優勝し、ナニーニの代役として参戦したロベルト・モレノも2位に入り、チーム初の1-2フィニッシュを果たした。最終戦オーストラリアGPでもピケが連勝。この2勝が効いてチームはランキング3位を獲得した。ナニーニに代わるドライバーとして鈴木亜久里や星野一義とも交渉をしていた。鈴木とは翌年のレギュラードライバーも視野に入れた交渉をし、翌1991年からの3年契約に合意していたが、資金難で撤退する可能性もあったラルースが、翌年も参戦が決まったために、91年まで2年契約を結んでいた鈴木の契約が破棄されず、移籍は白紙になった。なお星野は、スポンサー及び持参金をチームから要求されたため、ペイ・ドライバーという存在を否定していた星野は断った。
マネージメント面では、ジョン・バーナードによるベネトンでのマシンデザイン作業が本格化し、トールマン時代からチーフデザイナーを務めてきたロリー・バーンがチームを離脱した。

### シューマッハを引き抜きチャンピオンへ

#### 1991年

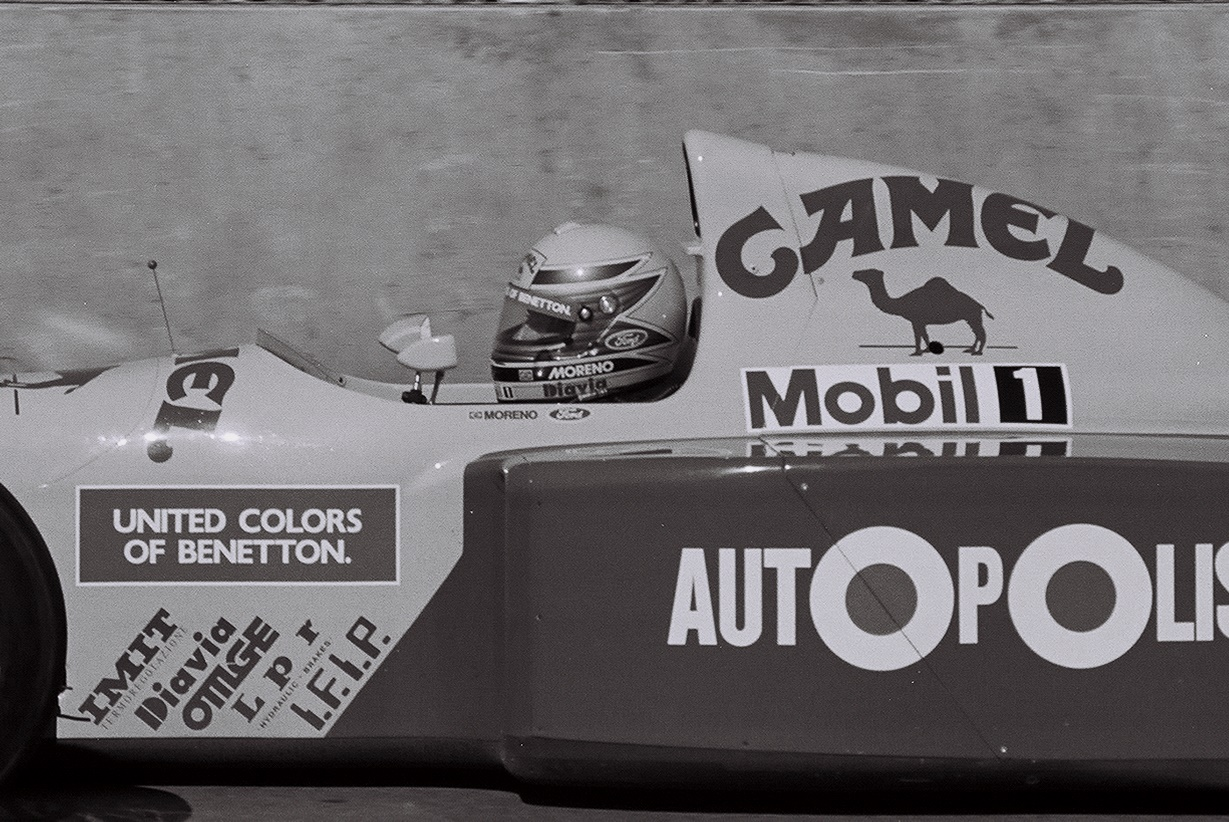
B191に乗るロベルト・モレノ

メインスポンサーにR.J.レイノルズ・タバコ・カンパニーのタバコブランドである「キャメル」が付き、チーム名は「キャメル・ベネトン・フォード」となる。ドライバーはピケが残留し、前年終盤に代役出走したモレノが正ドライバーに昇格、ブラジリアン・コンビとなった。ジョン・バーナードがデザインしたブランニューマシンB191を開発。タイヤをグッドイヤーからピレリへ変更し、通常より幅を1インチ狭めたフロントタイヤを導入した。しかしピレリタイヤの性能がグッドイヤーを上回ることはなく、この年の勝利は最終ラップでトップを独走していたナイジェル・マンセルがストップしピケが優勝したカナダGPのみで、この直後にマシン設計者であるバーナードが、5年契約のまだ半分にも満たないにもかかわらずチームを去るなど、チーム体制も混乱状態にあった。バーナードと彼に近いスタッフ達が去るのと入れ替わるように、7月12日にエンジニアリング・ディレクターとしてトム・ウォーキンショーと、彼が率いるTWRの一員として共にロス・ブラウンがベネトン・フォーミュラに参加することが発表された。TWRはそれまでスポーツカー世界選手権（SWC）のジャガーチームの運営を担っており、ウォーキンショーが代表としてジャガーチーム監督を務めていた。ウォーキンショーはベネトン・フォーミュラの株式35%を取得し、ベネトンでチーム内をマネージング・ディレクターのブリアトーレと共に掌握しドライバー選択などの実権を握った。このジョイント劇は、ウォーキンショーがSWCジャガーで搭載したエンジンが前年ベネトンが使用したフォードHBであり、フォードの意向が強く働いたものであった。同じ時期にバーナードの後任のテクニカル・ディレクターとしてゴードン・キンボールも加入した。イタリアGPからはモレノと入れ替わりにミハエル・シューマッハがジョーダンから移籍加入し、早々にピケに迫る速さを見せた。前戦でF1デビューしたばかりのシューマッハは、2レース目にして5位入賞を果たした。ウォーキンショーは、モレノだけでなくピケをも1991シーズン終了を待たずに放出し、自らとつながりの深いマーティン・ブランドルの一刻も早いベネトン加入を希望していることを知ったピケはチーム内部での度重なる政治的な動きに嫌悪感を示し、翌年に向けてリジェと交渉したが破談となり、引退宣言などをすることも無くこの年限りでF1から去った。ベネトンにとって内部変化の大きいシーズンであった。

#### 1992年

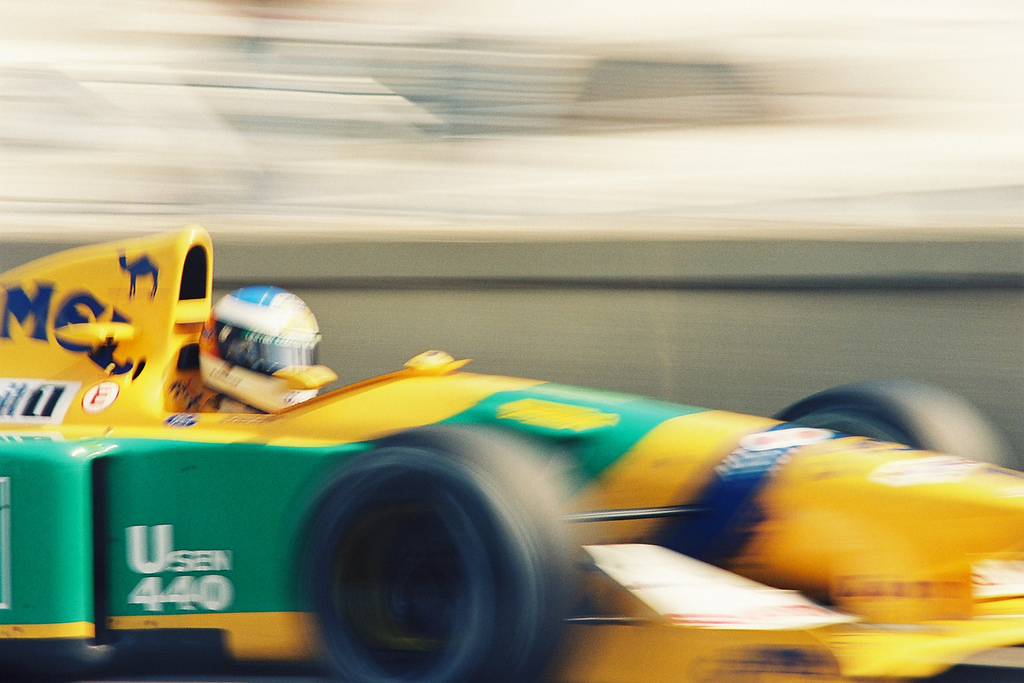
モナコグランプリでB192をドライブするシューマッハ

前年をもってピレリタイヤがF1から撤退することになり、1992年以降はグッドイヤータイヤのワンメイクとなることになった。シューマッハをファーストドライバーとして、チームメイトにはSWCジャガー時代のウォーキンショーの盟友であるマーティン・ブランドルが加入した。ニューマシンは開幕に間に合わず第4戦までは前年までのB191Bで戦い、第5戦からバナナノーズが特徴的なB192を導入した。マニュアルギアボックスとパッシブサスペンションの「ノンハイテクマシン」であったが、エンジンとマシンの信頼性を武器に戦い、2人合わせて10回の表彰台に上がった。特に雨のベルギーGPではシューマッハが、すでにワールドチャンピオンを決めていたナイジェル・マンセルをタイヤ交換で抜いてF1初優勝を飾ったほか、ドライバーズランキングもマクラーレンのアイルトン・セナとゲルハルト・ベルガーを上回り3位を獲得。完全にトップドライバーの仲間入りを果たした。コンストラクターズではフェラーリを上回ったが、2位のマクラーレンにわずか及ばず3位に終わるが、2人のドライバーで全戦ポイント獲得（どちらか1人が必ず入賞）という快挙を達成している。ブランドルはシーズン序盤苦戦するも、イギリスグランプリでF1初表彰台に上がるなど中盤戦以降コンスタントにポイント獲得し貢献したが、この年限りでチームを離れた。
この年はレイナードに移籍していたロリー・バーンをベネトンに復帰させており、後の成功を掴むシューマッハ・バーン・ブラウンという黄金トリオが集結した。

#### 1993年
1987年以来6年のあいだ「モービル」と契約していたオイルサプライヤーがこの年から「エルフ」（実質は子会社のエルフミノール）に変更された。シューマッハをエースとして、ウィリアムズからベテランのリカルド・パトレーゼを迎え、チャンピオン争いに加わるためにシーズンオフはハイテク・マシンの開発に力が注がれた。第2戦までは前年のB192を1993年のレギュレーションに併せたB193Aを投入。第3戦のヨーロッパGPからハイテク装備のB193Bを投入した。ホンダが撤退し、同じフォードエンジンを搭載することになったマクラーレンとの最新エンジン獲得戦争に注目が集まった。結果的にシーズン開幕当初はワークス・チームであるベネトンに最新のエンジンが供給され、「カスタマー」のマクラーレンはベネトンより1ランク下のエンジンが供給されていたにもかかわらず、セナが優勝を重ねるなどベネトンを上回る活躍を見せたため、フランスGPからはベネトンと同じワークスエンジンがマクラーレンにも供給される事となった。それでもシューマッハはシーズン中盤から終盤にかけてはセナを上回る走りを見せ、ポルトガルGPで優勝を果たすが、ウィリアムズ・ルノーの速さには歯が立たなかった。コンストラクターズ・ランキングもセナによる5勝を挙げたマクラーレンに敗れ3位に終わった。パトレーゼは、開幕からベネトンのマシンに慣れることができず、終盤戦になってもウィリアムズ時代のような速さを見せられずにいたため、翌年のシートを勝ち取ることができずこの年限りでF1を去ることとなった。

#### 1994年
キャメルの撤退に伴い、メインスポンサーとして日本たばこ産業と契約。銘柄もマイルドセブンに変わり、チーム名も「マイルドセブン・ベネトンフォーミュラ」となった。前年までのフォードHBエンジンから、同じV8ではあっても全くの新設計のZETEC-Rエンジンを搭載したB194を投入、セナを獲得したウィリアムズ・ルノーに挑んだ。シューマッハは開幕2戦で完全にセナを凌駕し2連勝。セナの死去後のグランプリでも優勝を重ねていくが、イギリスGPでは追い越し禁止であるフォーメーションラップでシューマッハがデイモン・ヒルを追い越し5秒のペナルティストップが課せられ黒旗が掲示された。これをレース終了後の5秒加算ペナルティと判断したチームは、すぐにはシューマッハをピットインさせなかった。シューマッハは2位でゴールしたが、規定の周回数以内にペナルティストップを行わなかったことが黒旗無視とみなされ失格とされ、2レースの出場停止処分が課された(ペナルティはベルギーGP後に実施された)。翌ドイツGPではヨス・フェルスタッペンの再給油中に、給油口から漏れ出したガソリンが高温のエキゾーストパイプにかかり出火したが、ドライバー、メカニックとも軽傷で済んだ。この火災の原因は、チームが給油口を改造した事が原因とされているが、処分は不問になった。ベルギーGPではシューマッハは先頭でゴールしたがレース後の車検でマシンの規定違反（ステップド・ボトムが規定以上に削られていた）で失格処分を受けた。ベネトンはこの処分に対し、レース中にスピンして縁石を乗り越えた際に削られたものだと主張した(不可抗力で削られた場合は規定以上に削られていても認められる)が、処分は覆らなかった。それでもシューマッハはヒルを振り切りドイツ人初のドライバーズ・チャンピオンを獲得した。もう1人のドライバーについてはミケーレ・アルボレートとのシート争奪戦を制したJ.J.レートが起用されるも開幕前のシルバーストーン・テストでクラッシュし背骨を傷めてしまったため、テストドライバー契約だったヨス・フェルスタッペンが開幕2戦でドライブ。第3戦でレートが復帰するも成績不振でフェルスタッペンと代わられる。シューマッハの出場停止時に再びレートにチャンスが与えられるが結果を残せず、結局イタリアグランプリを最後にレートは契約を解除された。F1デビューとなったフェルスタッペンも、シューマッハには遠く及ばず最終2戦はリジェから出向のかたちでジョニー・ハーバートが加入。コンストラクターズ・タイトル獲得のための切札ともいわれたが決勝ではトラブルもありポイントは獲得できず。結局セカンドドライバーによる得点が少なかったことが響き、コンストラクターズではウィリアムズに逆転で敗れ2位に終わるも、ベネトン・フォーミュラとしては過去最上位を獲得した。なお、シューマッハは2年契約で残留を決めるも度重なるチームを廻るスキャンダルに嫌気がさしたか、契約年数を1995年までの1年に短縮している。またシーズン中に片山右京とも交渉をし、シューマッハが片山の加入を進言したこともあり移籍間近だと思われたが、ティレルとの2年契約が残っており、莫大な違約金が発生することがネックになり合意には至らなかった。
一方でオーナーのベネトン一族との不仲がささやかれたウォーキンショーは、ブリアトーレからリジェの株式を譲り受けてリジェのオーナーに就任し、シューマッハのチャンピオン獲得を見届けることなくチームを去った。

#### 1995年

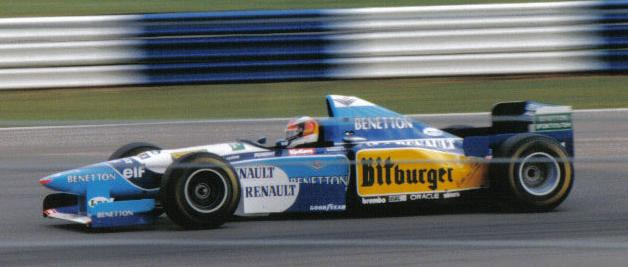
B195をドライブするシューマッハ。1995年のドライバーズ、コンストラクターズのダブルタイトルを獲得。

ドライバーはシューマッハに加え、昨年終盤から加入したハーバートの組み合わせとなり、当初の予定では1995年も引き続きフォードエンジンを使うはずであったが、1994年のシーズン途中にフォードがF1からの撤退をチームに通告（その後フォードはF1からの撤退という決定を覆し、エンジンの供給先をザウバーに変更した）したことでチームもそれに伴いエンジン探しを行い、チームマネジャーのブリアトーレがリジェチームのオーナーとなったことでこの年のエンジンをルノーに変えることに成功した。このリジェチームの買収は、ルノーエンジン獲得のために行ったものとも報道された。ルノー仕様のB195は安定性に欠き、特にリアの挙動が過敏であった。しかし懸命のマシン改良やウィリアムズ陣営の自滅にも助けられ、シューマッハは2年連続ワールドチャンピオンを獲得。ハーバートは「シューマッハスペシャル」のピーキーなマシンを最後まで自在に乗りこなすことはできなかったが、イギリスグランプリでのF1初優勝を含む2勝を挙げるなどドライバーズランキング4位を獲得し、近年のシューマッハのチームメイト達と比べると最高の成績を残したことでチームとしても初のコンストラクターズチャンピオンに輝く。ダブルタイトルを置きみやげにシューマッハはフェラーリに移籍。ハーバートは「今年のマシンでは大してテストもさせてもらえず自分のしたいセッティングでは走れなかったので、いつも片腕を背中の後ろで縛りつけられたまま運転してるようだった」と、シューマッハ一極集中体制のチーム運営批判をして、この年限りでチームを去りサウバーへと移籍。ダブルタイトル獲得年のドライバー両名ともに同年で去ることとなった。

### シューマッハ、ブラウン、バーンらの移籍により低迷へ

#### 1996年
イギリスチームとして活動してきたベネトンは、この年からイタリアチームへと国籍を変更した。
フェラーリからゲルハルト・ベルガーとジャン・アレジをドライバーに迎え、これまでのシューマッハ完全優先主義からジョイント・ナンバーワンへの体制変更を発表しさらなるチームの飛躍を誓った。ロリー・バーンは両ドライバーがドライブしやすいマシンを目指してB196を開発するも、任されたアレジのマシン開発能力は全くと言っていい程あてにならず、開発能力の高いベルガーも長身が災いした上、リヤの特性を極端に嫌っていた。結果的に「シューマッハスペシャル」の残像が残るマシンに手を焼いた両ドライバーは思うような活躍が出来ず、モナコGPではアレジがトップに立つもマシントラブルでリタイア。ベルガーもドイツGPで残り3周までトップに立つもエンジンブローでリタイアするなど不運も重なり、88年以来の優勝なしに終わり、シーズンを通してウィリアムズには遠く及ばなかった。コンストラクターズランキングはシューマッハが3勝を挙げたフェラーリとの争いになり、最終戦前の段階では2位だったが、最終戦鈴鹿がシューマッハ2位6P、ベルガー4位3Pの結果、2点差で逆転され、コンストラクターズは3位に後退。アレジには移籍、ベルガーには引退の噂が1年通して燻り続けた。
また1997年をもってルノーがF1ワークス活動を停止する事がフランスGPで発表された。さらにオイルサプライヤーのエルフもこれに前倒しして1996年限りでF1での活動から撤退。この年まではオイルはエルフ本体のサポートを受けていた。
同年のシーズン終了後、チーフデザイナーのロリー・バーン、テクニカルディレクターとなっていたロス・ブラウンの両名が、ジャン・トッドのオファーで、シューマッハの後を追ってフェラーリに移籍。代わってかつてシムテックを率いたニック・ワースがチーフデザイナーに就任するも、マネージメントスタッフの弱体化がいよいよ決定的となった。

#### 1997年

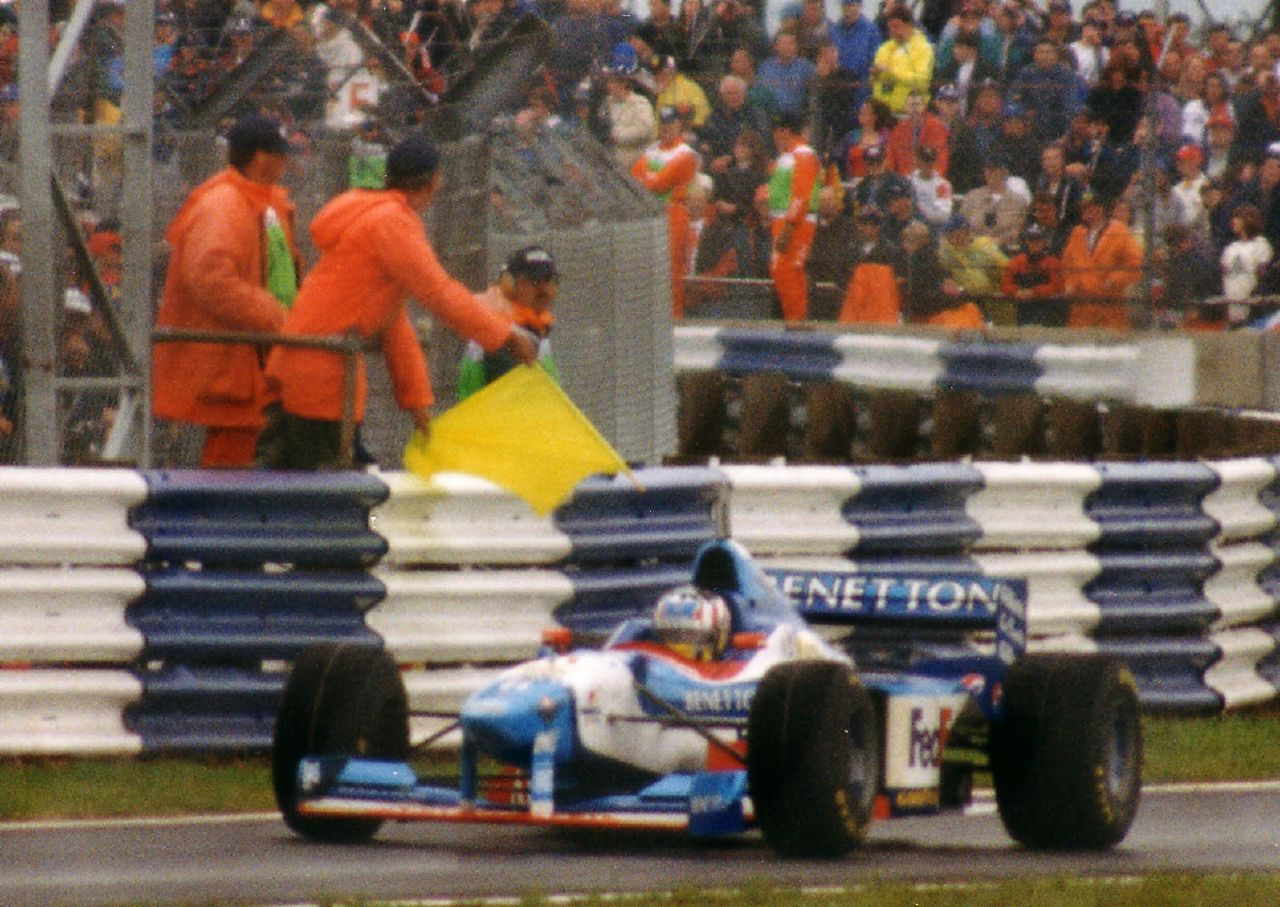
イギリスグランプリで3位となったヴルツとB197

オイルサプライヤーはイタリアのAgipに変更。ルノーが復帰する2000年までサポートを務めた。バーンがデザインしたB197はゲルハルト・ベルガーを中心に開発が進められ、シーズン前のテストではウィリアムズを大きく引き離すなど期待が寄せられたが、設計者のバーンとブラウンが開幕を前にフェラーリに移籍しており、シーズン開始後は開発は思うように進まずに苦戦を強いられた。さらにベルガーは蓄膿症の手術のため3戦欠場。テストドライバーのアレクサンダー・ヴルツがベルガーの代わりに出場している。ドイツGPで病み上がりのベルガーが亡き父に捧げるポールトゥーウィンを挙げたのが自身およびベネトンチームのF1での最後の勝利となった。コンストラクターズ選手権は前年と同じ3位。この年限りでルノーが撤退し、翌年はメカクロームエンジンを使用する事が決まっていたが、ワークスエンジンを求め無限やフォードとも交渉していたがまとまらなかった。この年をもってベルガー・アレジの両ドライバーはチームを去る。また翌年のドライバーとしてジャンカルロ・フィジケラと契約するもジョーダンから法廷闘争に持ち込まれ、勝訴はしたもののチーム売却の噂も立つなど政治的な騒動に事欠かなかった。シーズン終了後、チームはブリアトーレを解雇した。ただブリアトーレはこの頃メカクロームエンジンの販売代理権を獲得しており、エンジン供給側のスタッフとして引き続きチームと関わりを持つこととなった。

#### 1998年
ドライバーは、ジョーダンから獲得したジャンカルロ・フィジケラと、ベルガーの推薦によりテストドライバーから昇格したアレクサンダー・ヴルツの若手コンビに一新。ブリアトーレに代わりチーフエクゼクティブとしてプロドライブ社の代表のデビッド・リチャーズを招聘。ワークスエンジンは確保できなかったが、いずれルノーがワークス活動再開時には再度ルノーワークスとなる事を見越した政治的判断もありルノーのカスタマーエンジンとなるメカクローム（1999年からスーパーテック、バッジネームはプレイライフ）エンジンを使用。タイヤもマクラーレンと共にブリヂストンにスイッチ。マシンはこれまでのコンセプトを改めたB198を投入するなど根本的にチーム改革に進んだ。
シーズン序盤はマシンの信頼性もあり、フィジケラがモナコGPとカナダGPで連続表彰台。さらに大雨のオーストリアGPで自身初のポールポジションを獲得し、ヴルツも4位に5回食い込むなど、前半戦は2人のドライバーがポイントを稼ぐも、他のチームの開発が進んだ後半戦は失速。最終戦日本GPでジョーダンに土壇場で逆転されコンストラクターズ5位に転落、トップ4から転落すると言う屈辱を味わった。
チームマネージャーのリチャーズは成績不振に加え、フォードへの株式売却を企てた事がベネトン一族の逆鱗に触れる格好となり、その年の日本GP前に解任され、ベネトンの創設者のルチアーノ・ベネトンの子息であるロッコ・ベネトンがチーフエクゼクティブに就任する。

#### 1999年

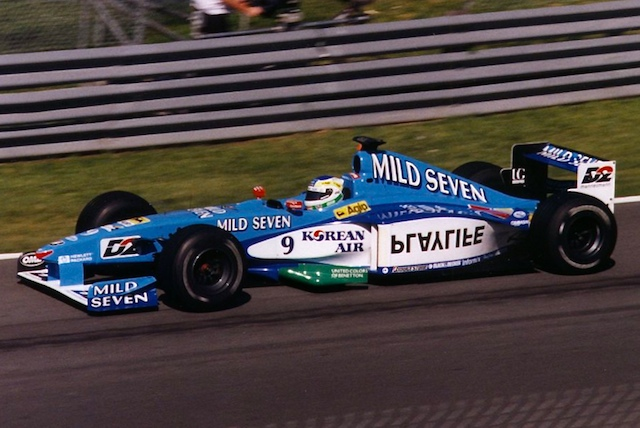
フィジケラがドライブするB199。このカナダグランプリで2位表彰台を獲得

ドライバーはフィジケラとヴルツが続投し、チーム史上初めてベネトン直轄の体制が敷かれたが、苦戦を強いられた。この年のB199は競争力に劣り、フィジケラはカナダGPで2位に入る健闘を見せたが、表彰台獲得はこの1回だけに終わり、ジョーダンとスチュワートの飛躍もあってコンストラクターズランキングは6位に留まった。獲得ポイント数は5位ウィリアムズ(35ポイント)の半分以下の16ポイントに終わった。この年のヨーロッパGPではタイヤ交換のタイミングをうまく見計らいフィジケラが一時トップを走行したが、スピンアウトしてリタイアした。この年を最後にチーフデザイナーのワースはベネトンを去り、ティム・デンシャムが新たに就任する。

### ルノーの買収〜チーム消滅へ

#### 2000年
ドライバーはフィジケラとヴルツを継続。第1戦オーストラリアGP後の2000年3月15日、ルノーがベネトン・フォーミュラを買収する形でコンストラクターとしてのF1復帰を発表。あわせてブリアトーレがチームマネージャーに復帰することになった。ブリアトーレは大幅な人事異動を行い体制を強化。シーズン途中にはジョーダンからテクニカルディレクターとしてマイク・ガスコインを引き抜く。マシンのB200も昨年の反省を踏まえシンプルなマシンとなり、スーパーテックエンジンはルノーの手が入った事で昨年より向上し前半戦はフィジケラが頑張りポイントを獲得した。後半はシンプルさゆえに開発は停滞し成績は低迷するも、前半戦の頑張りと前年まで上位にいたジャガーとジョーダンの不振によりコンストラクターズ4位に復帰する。しかしヴルツはこの年一回しか入賞できずこの年限りでチームを去り、オリビエ・パニスに代わりマクラーレンにサードドライバーとして加入。なおこの年はテストドライバーとして光貞秀俊が在籍していた。

#### 2001年

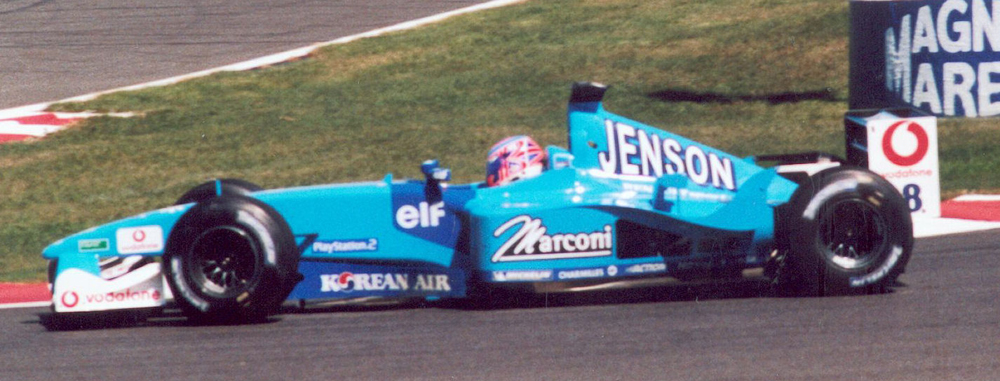
ベネトン・フォーミュラ最後のF1マシンであるB201。ドライバーはジェンソン・バトン。

ルノーは本格的なF1復帰にあたり、2001年にはワークスエンジンをベネトンに供給し、スーパーテックエンジンの供給中止を決定した。同時に、オーナーのベネトン一家が離脱し、ベネトン体制は終焉を迎えたが、名称権の関係からこのシーズンのみはベネトン・フォーミュラとして戦う事になった。また、ルノーの長年のパートナーであるオイルサプライヤーエルフも復帰した。エンジンは新設計のRS21を投入するが、111度のVバンクなど革新的な要素の多いこのエンジンはパワーと信頼性共に欠け、特にシーズン前半は予選でカスタマーエンジン勢であるアロウズやプロスト、ミナルディといったチームに負けるほど遅く、しばしば最下位に近いタイムを記録するまでに甘んじた。ドライバーはフィジケラに加えウィリアムズからレンタルの形で2年目のジェンソン・バトンを獲得したが、表彰台はベルギーGPでのフィジケラの3位のみに終わり、前年大活躍したバトンも入賞はドイツGPの1度のみ（5位）だった。結局2001年シーズンは10ポイントを獲得に留まり、コンストラクターズランキングではチーム史上最低の7位に終わった。
ベネトンに4年間在籍したフィジケラはこのシーズン限りでヤルノ・トゥルーリと交換の形でジョーダンに移籍し、バトンは翌2002年シーズンもルノーチームの一員として残留することになった。
翌2002年からは「100%ルノー」である「ルノーF1チーム」として参戦を開始するに至り、16年にわたるベネトン・フォーミュラの歴史は幕を閉じ、その名前はF1から消えた。

## 変遷表
| 年     | エントリー名                           | 車体型番    | タイヤ | エンジン          | 燃料・オイル | ドライバー                                                                    | ランキング | 優勝数 |
| ------ | -------------------------------------- | ----------- | ------ | ----------------- | ------------ | ----------------------------------------------------------------------------- | ---------- | ------ |
| 1986年 | ベネトン・フォーミュラ                 | B186        | P      | BMW M12/13        | モービル     | ゲルハルト・ベルガー テオ・ファビ                                             | 6          | 1      |
| 1987年 | ベネトン・フォーミュラ                 | B187        | G      | フォードTEC       | モービル     | ティエリー・ブーツェン テオ・ファビ                                           | 5          | 0      |
| 1988年 | ベネトン・フォーミュラ                 | B188        | G      | フォードDFR       | モービル     | ティエリー・ブーツェン アレッサンドロ・ナニーニ                               | 3          | 0      |
| 1989年 | ベネトン・フォーミュラ                 | B188,B189   | G      | フォードDFR,HB1,2 | モービル     | アレッサンドロ・ナニーニ ジョニー・ハーバート エマニュエル・ピロ              | 4          | 1      |
| 1990年 | ベネトン・フォーミュラ                 | B189B,B190  | G      | フォードHB3,4     | モービル     | ネルソン・ピケ アレッサンドロ・ナニーニ ロベルト・モレノ                      | 3          | 2      |
| 1991年 | キャメル・ベネトン・フォード           | B190B,B191  | P      | フォードHB4,5,6   | モービル     | ネルソン・ピケ ロベルト・モレノ ミハエル・シューマッハ                        | 4          | 1      |
| 1992年 | キャメル・ベネトン・フォード           | B191B,B192  | G      | フォードHB6,7     | モービル     | ミハエル・シューマッハ マーティン・ブランドル                                 | 3          | 1      |
| 1993年 | キャメル・ベネトン・フォード           | B193A,B193B | G      | フォードHB6,7,8   | エルフ       | ミハエル・シューマッハ リカルド・パトレーゼ                                   | 3          | 1      |
| 1994年 | マイルドセブン・ベネトン・フォード     | B194        | G      | フォードZETEC-R   | エルフ       | ミハエル・シューマッハ J.J.レート ヨス・フェルスタッペン ジョニー・ハーバート | 2          | 8      |
| 1995年 | マイルドセブン・ベネトン・ルノー       | B195        | G      | ルノーRS7         | エルフ       | ミハエル・シューマッハ ジョニー・ハーバート                                   | 1          | 11     |
| 1996年 | マイルドセブン・ベネトン・ルノー       | B196        | G      | ルノーRS8         | エルフ       | ジャン・アレジ ゲルハルト・ベルガー                                           | 3          | 0      |
| 1997年 | マイルドセブン・ベネトン・ルノー       | B197        | G      | ルノーRS9         | Agip         | ジャン・アレジ ゲルハルト・ベルガー アレクサンダー・ヴルツ                    | 3          | 1      |
| 1998年 | マイルドセブン・ベネトン・プレイライフ | B198        | B      | プレイライフCG01  | Agip         | アレクサンダー・ヴルツ ジャンカルロ・フィジケラ                               | 4          | 0      |
| 1999年 | マイルドセブン・ベネトン・プレイライフ | B199        | B      | プレイライフFB01  | Agip         | アレクサンダー・ヴルツ ジャンカルロ・フィジケラ                               | 6          | 0      |
| 2000年 | マイルドセブン・ベネトン・プレイライフ | B200        | B      | プレイライフFB02  | Agip         | アレクサンダー・ヴルツ ジャンカルロ・フィジケラ                               | 4          | 0      |
| 2001年 | マイルドセブン・ベネトン・ルノー       | B201        | M      | ルノーRS21        | エルフ       | ジャンカルロ・フィジケラ ジェンソン・バトン                                   | 7          | 0      |

*太字になっているドライバーはそのシーズンのドライバーズチャンピオン

*斜体になっているドライバーはスポット参戦など

## グランプリウイナー
歴代で以下5人のグランプリウイナーを輩出し、唯一ミハエル・シューマッハがドライバーズタイトル（1994年、1995年）を獲得している。
- ゲルハルト・ベルガー（1986年、1997年）
- アレッサンドロ・ナニーニ（1989年）
- ネルソン・ピケ（1990年、1991年）
- ミハエル・シューマッハ（1992年、1993年、1994年、1995年）
- ジョニー・ハーバート（1995年）

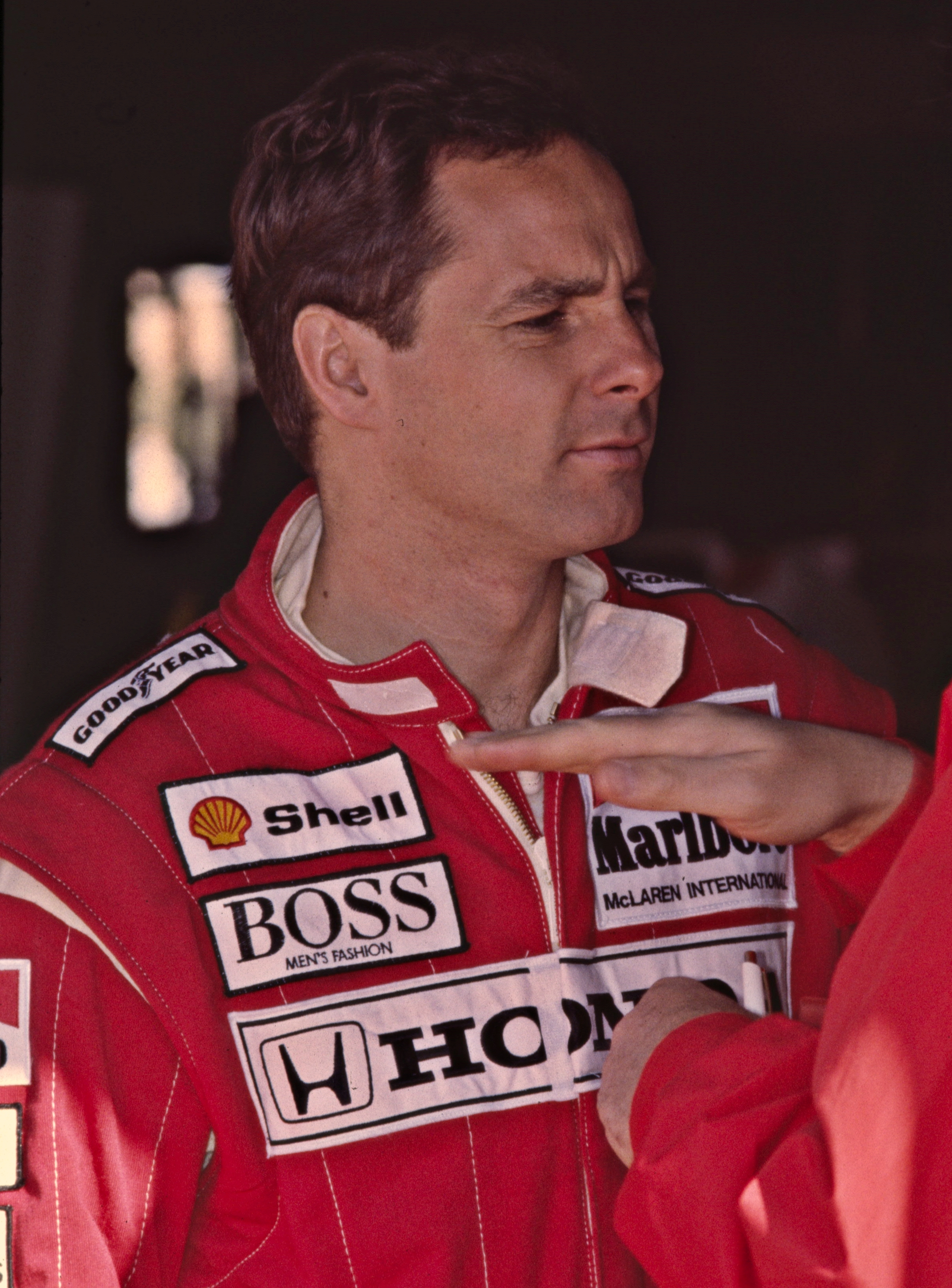
ゲルハルト・ベルガー
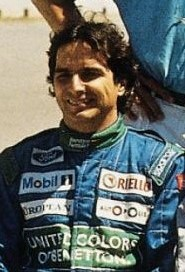
ネルソン・ピケ
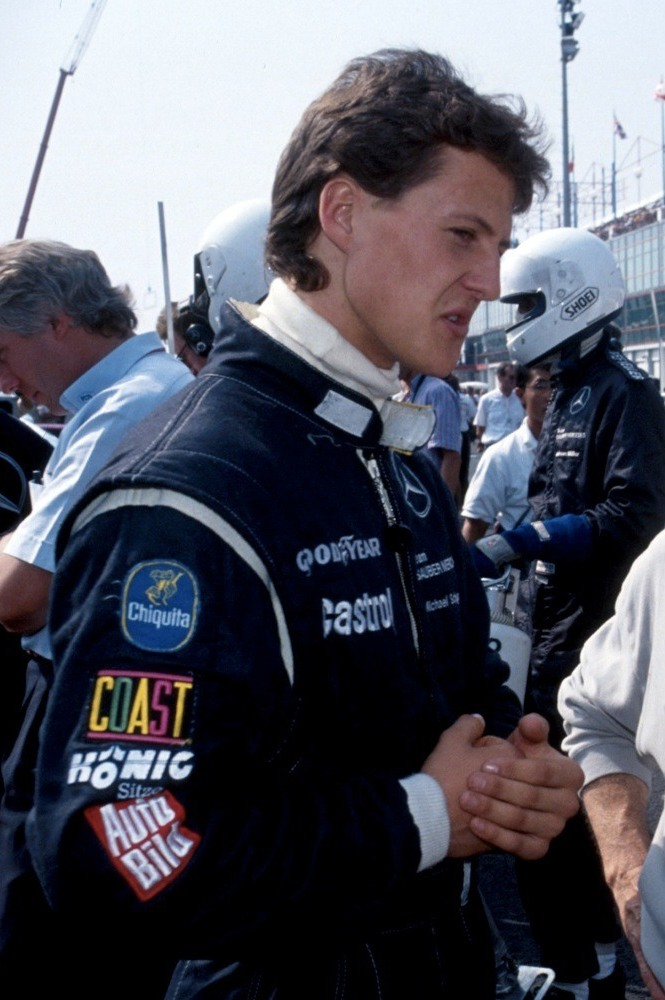
ミハエル・シューマッハ
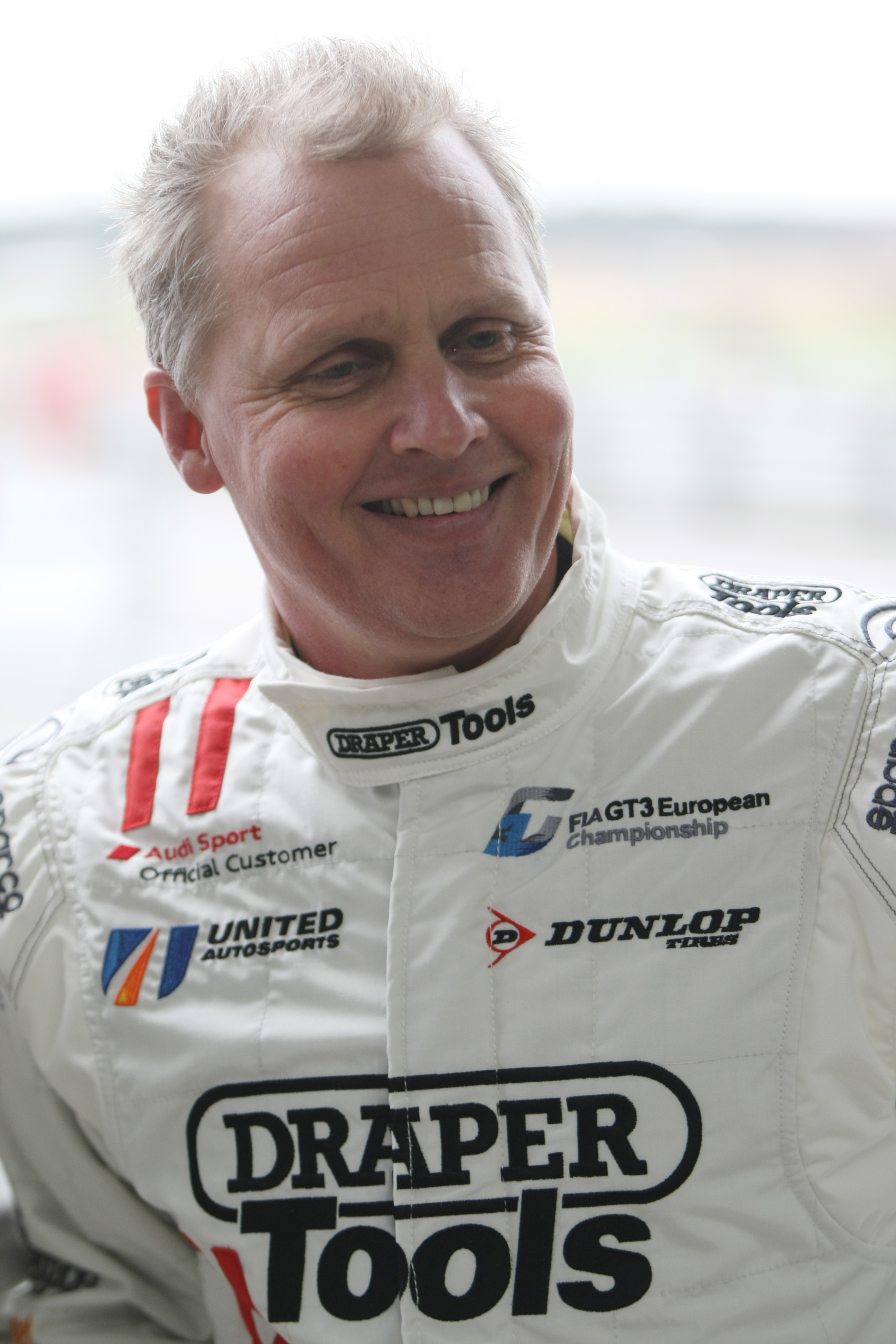
ジョニー・ハーバート

## 車両ギャラリー
- フラットノーズ型（1986年 - 1990年）

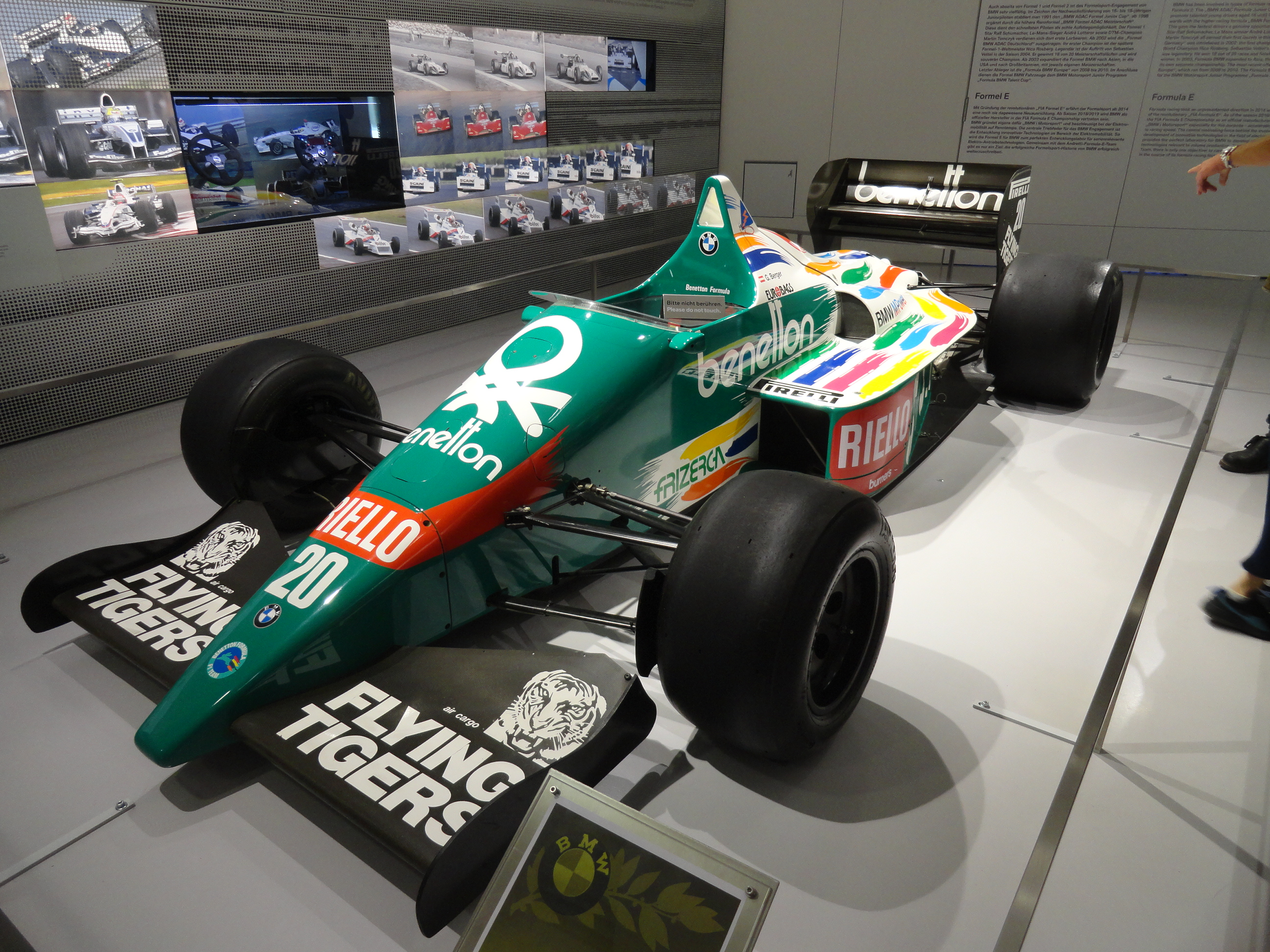
B186 BMW
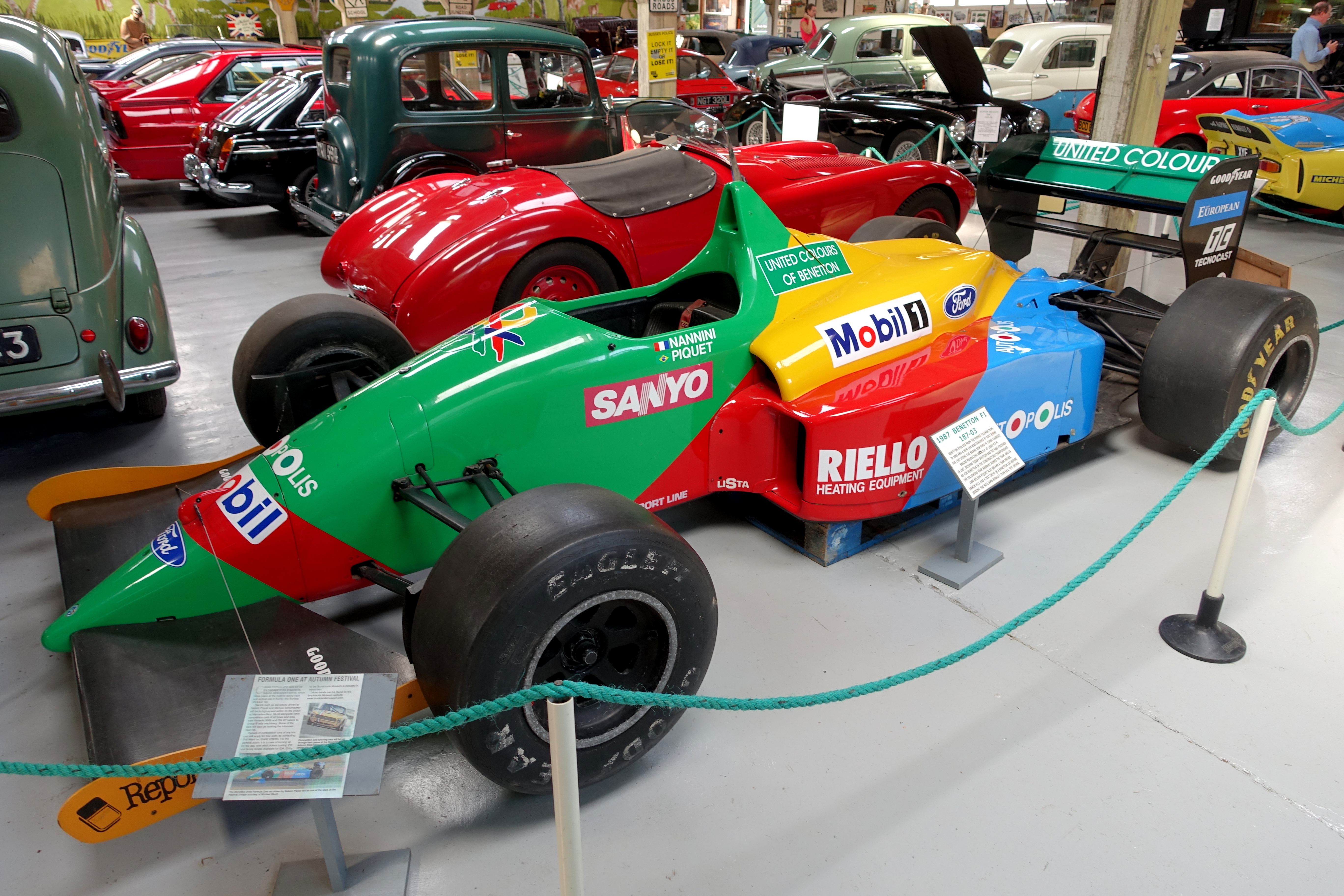
B187 フォードTEC
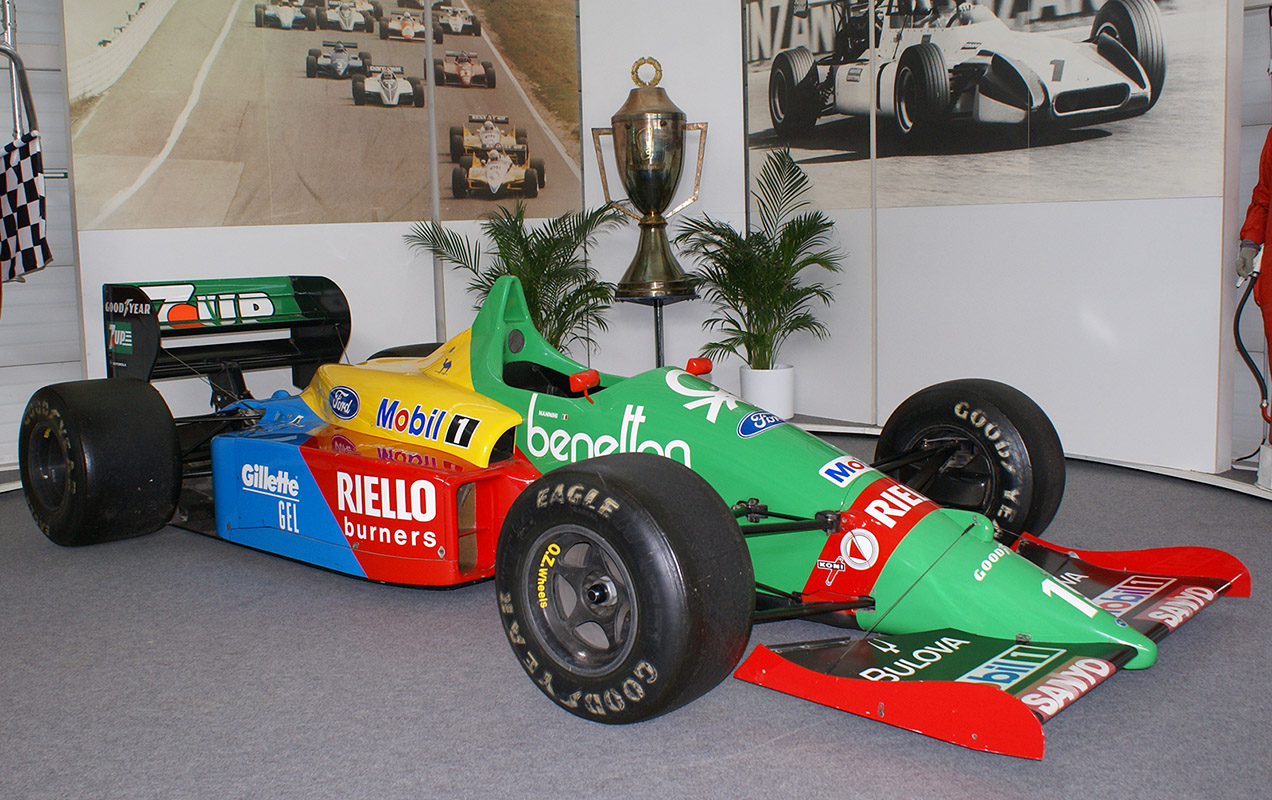
B188 フォードDFR
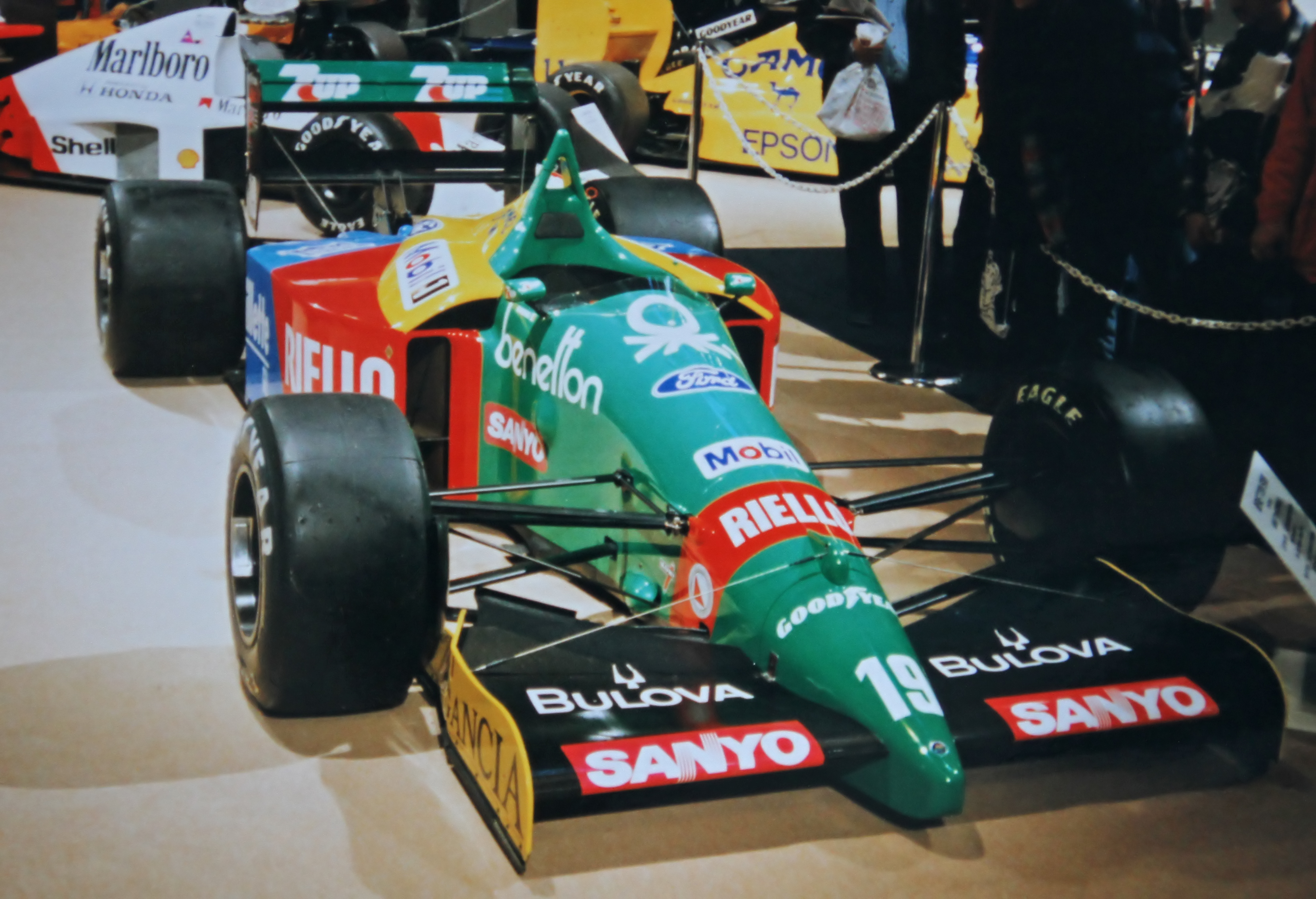
B189 フォードHB
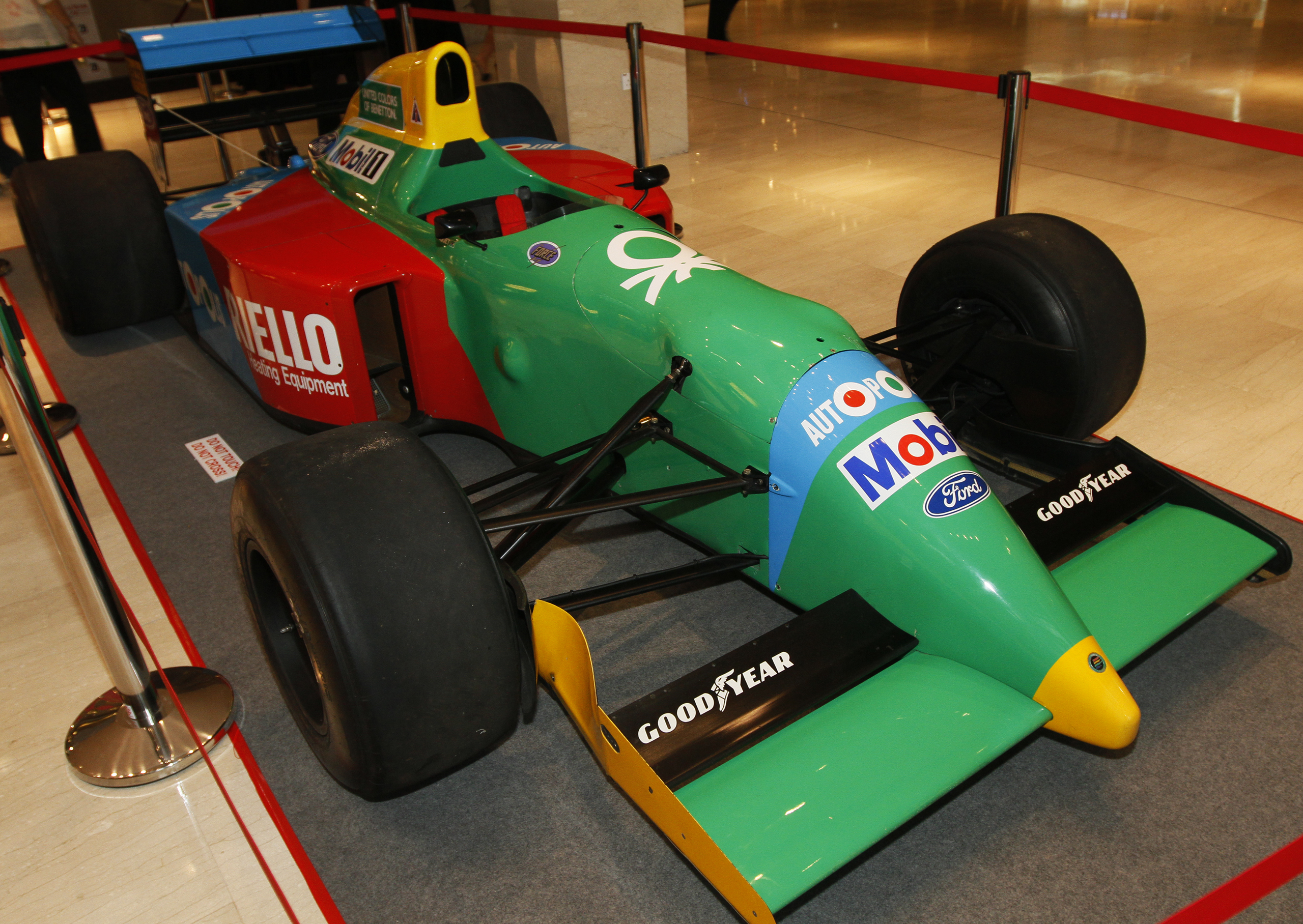
B190 フォードHB

- ハイノーズ型（1991年 - 2001年）

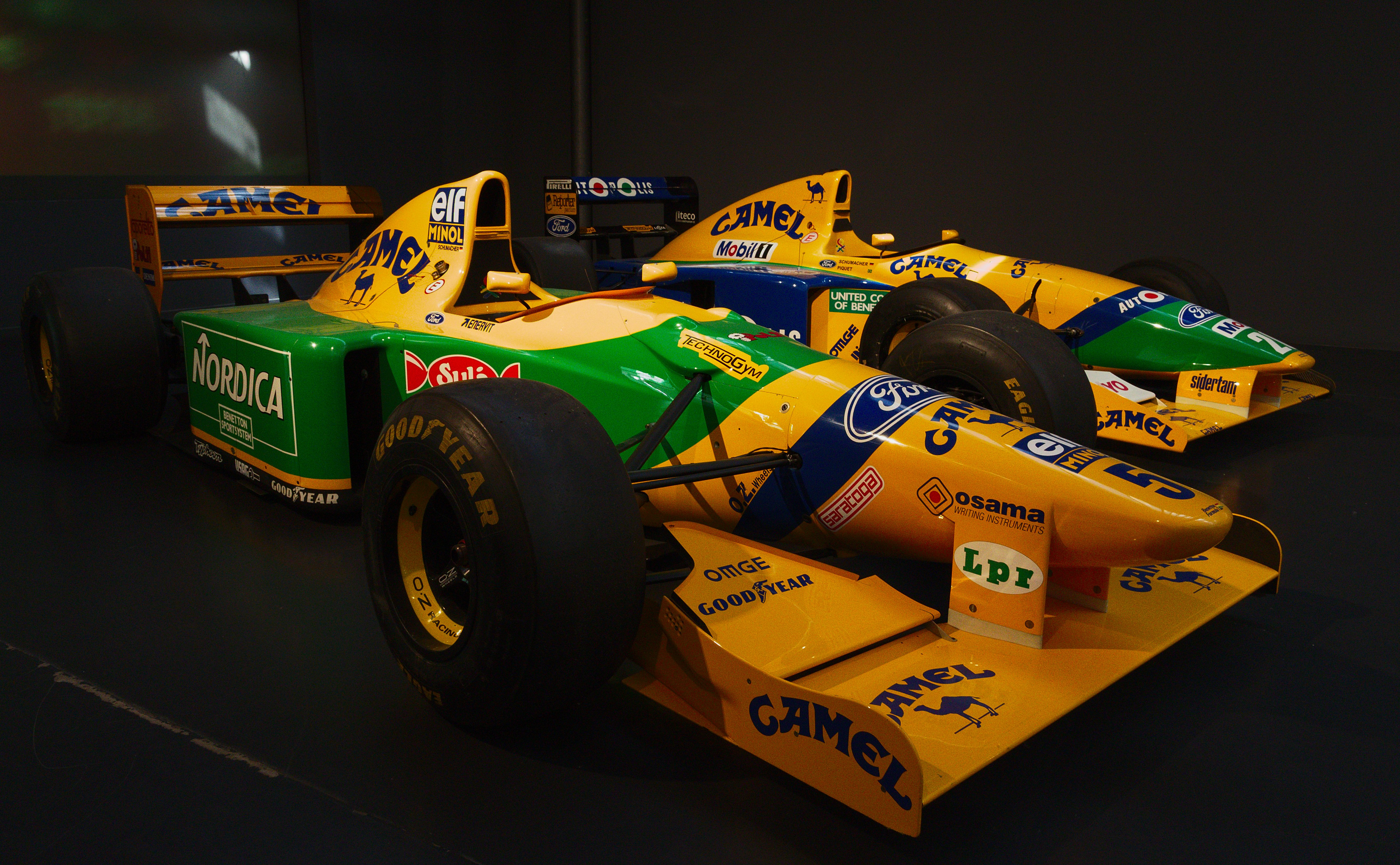
B191 フォードHB
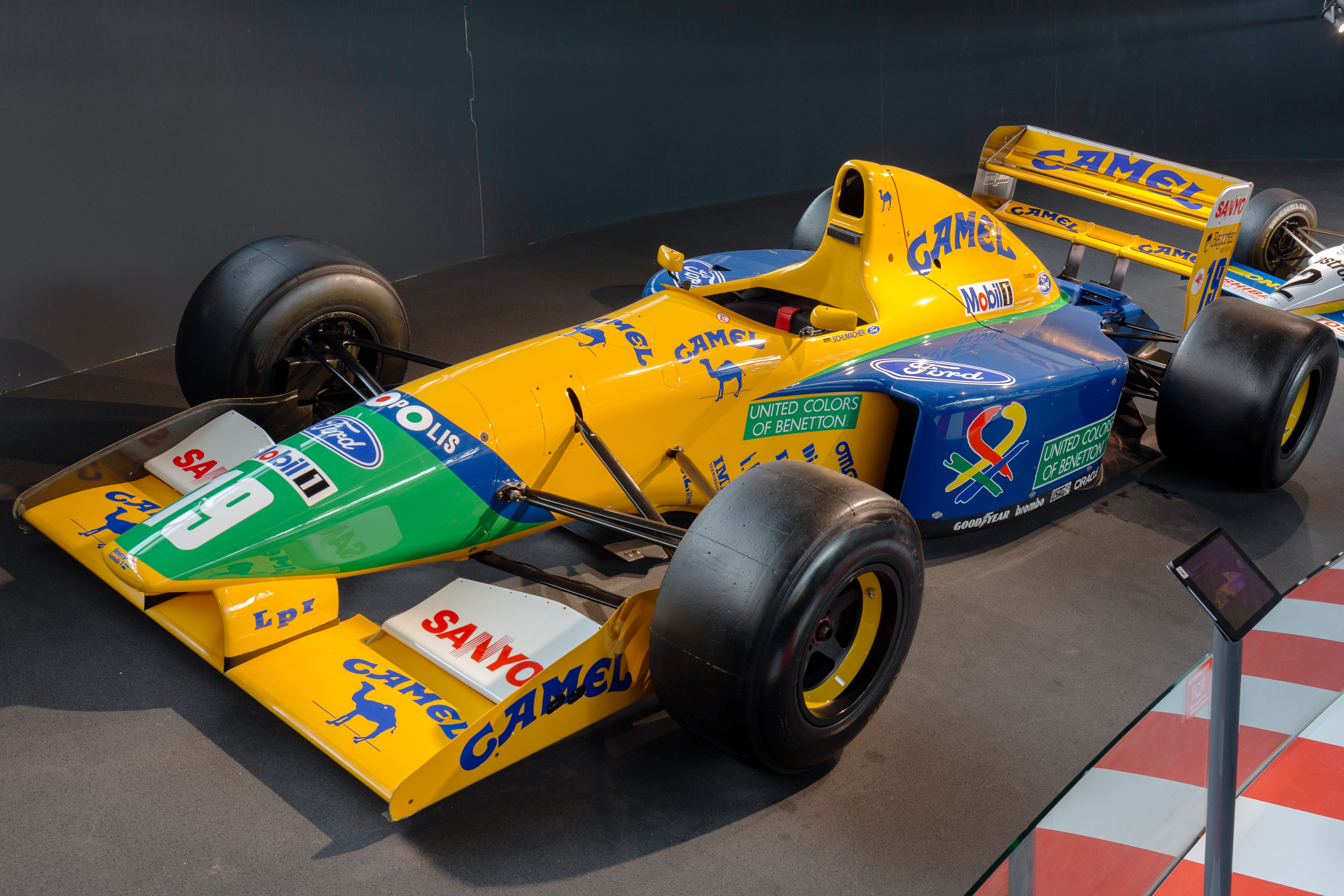
B191B フォードHB
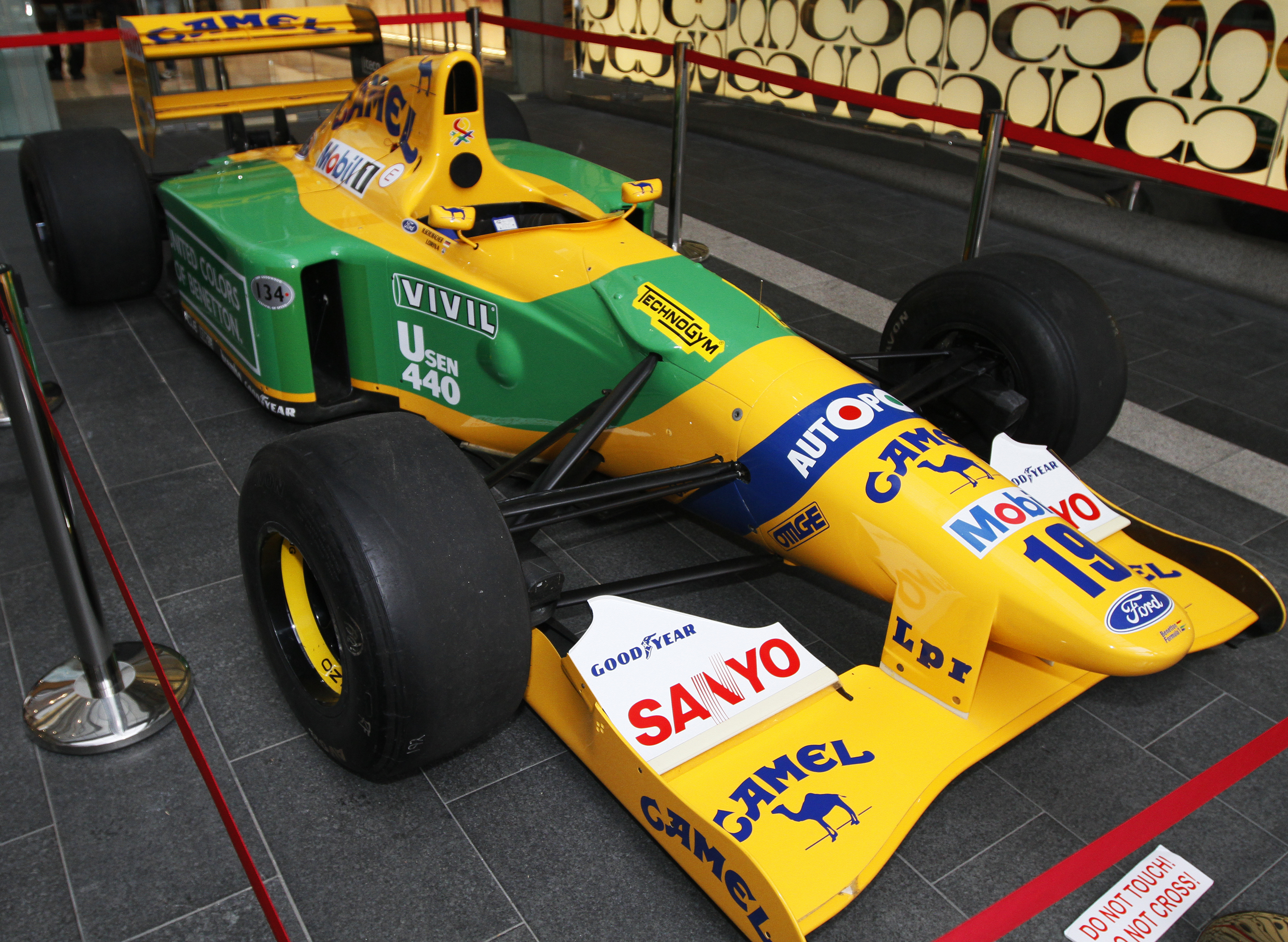
B192 フォードHB
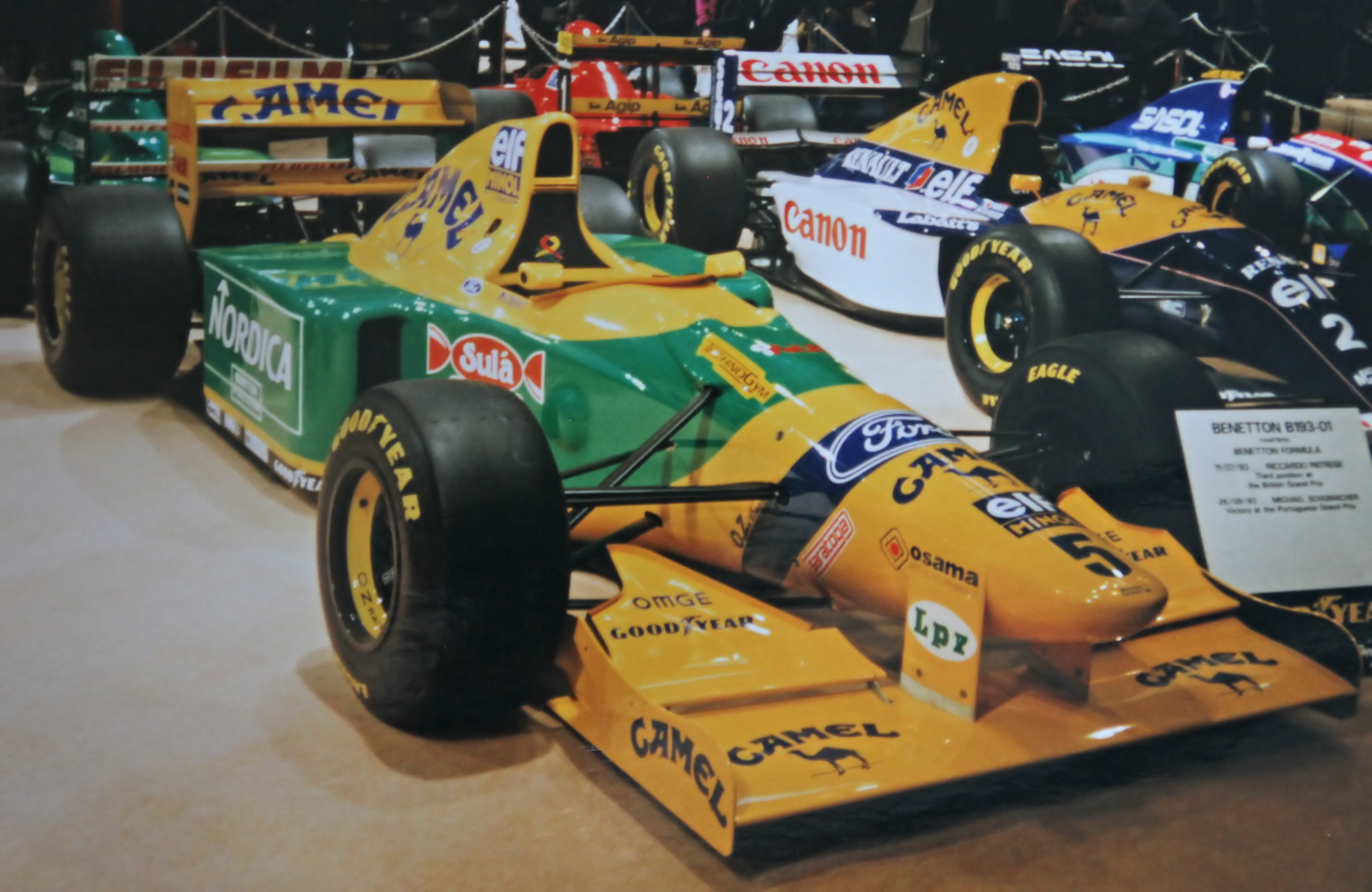
B193B フォードHB
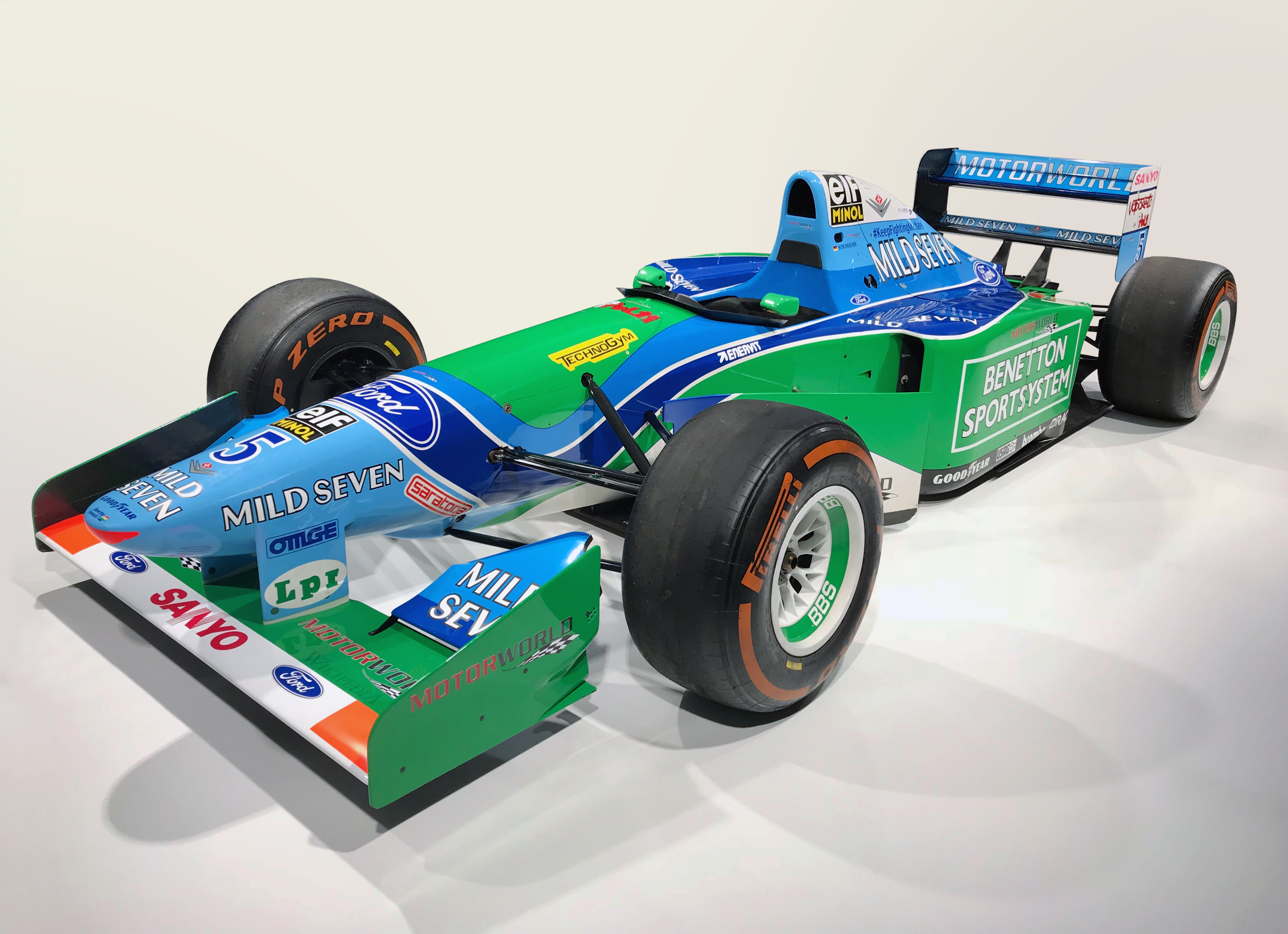
B194 フォードZETEC-R
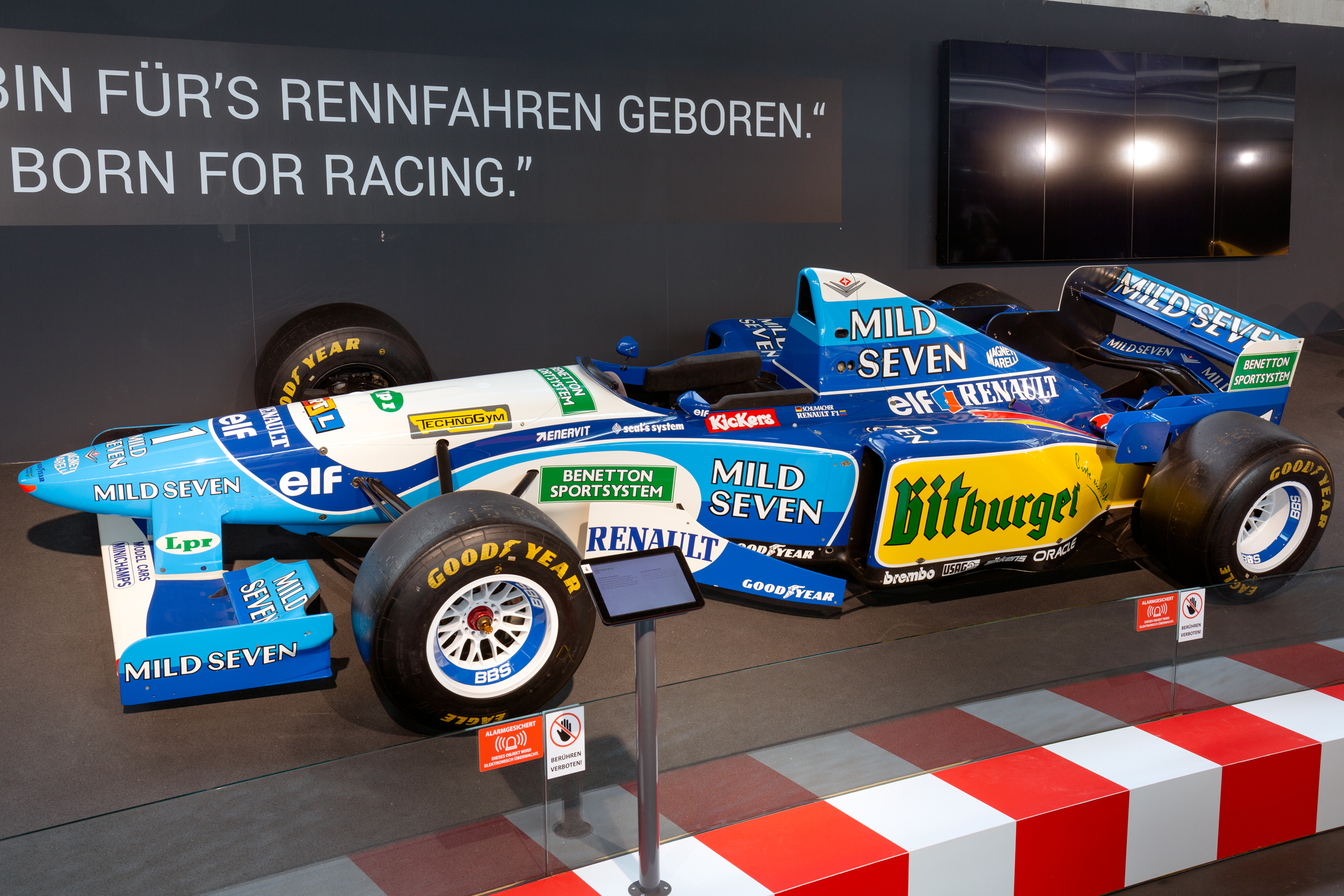
B195 ルノー
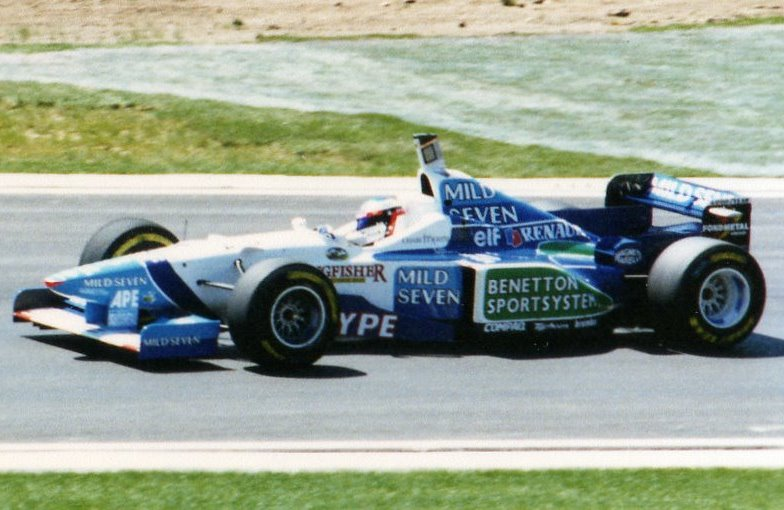
B196 ルノー
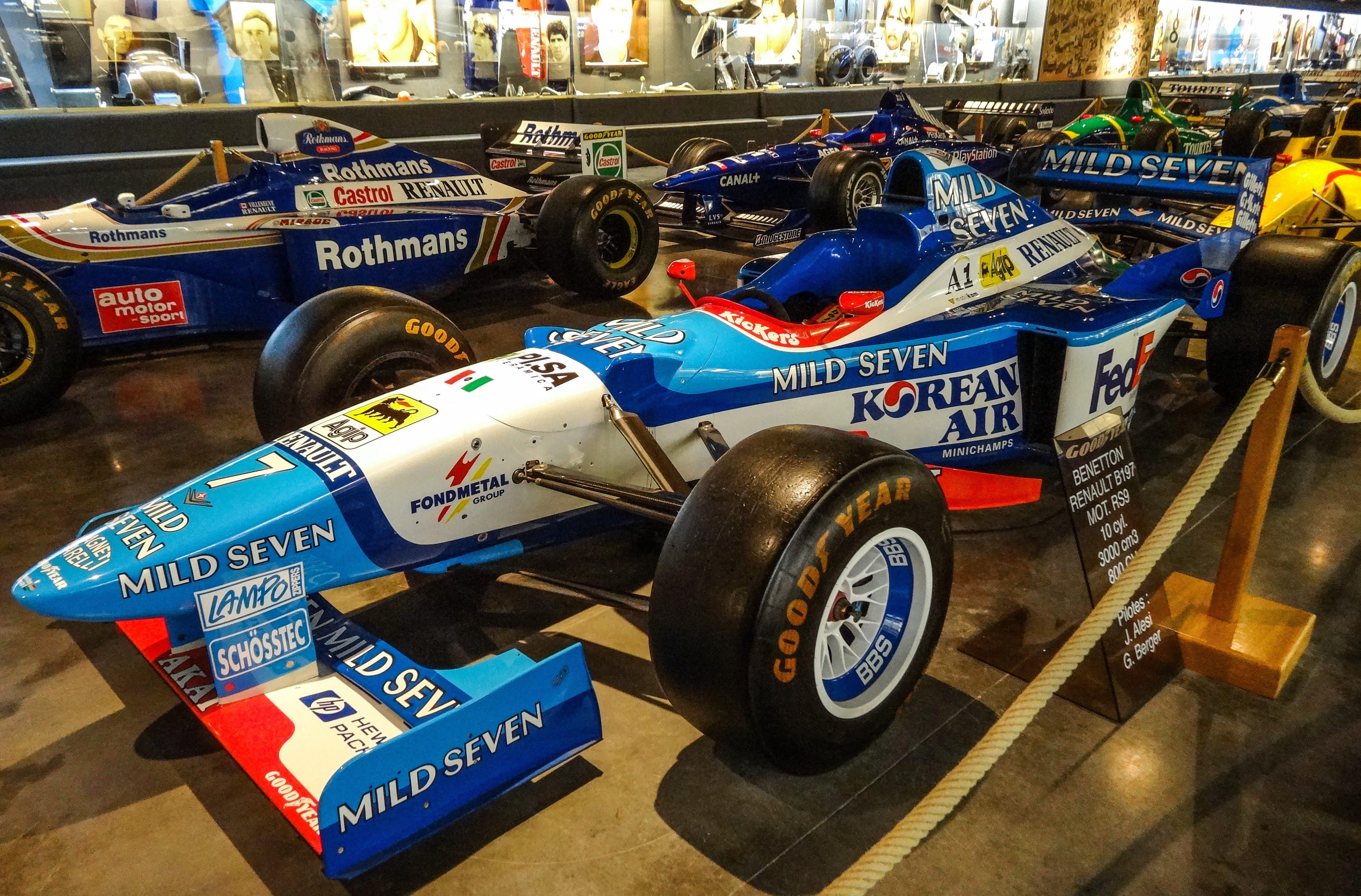
B197 ルノー
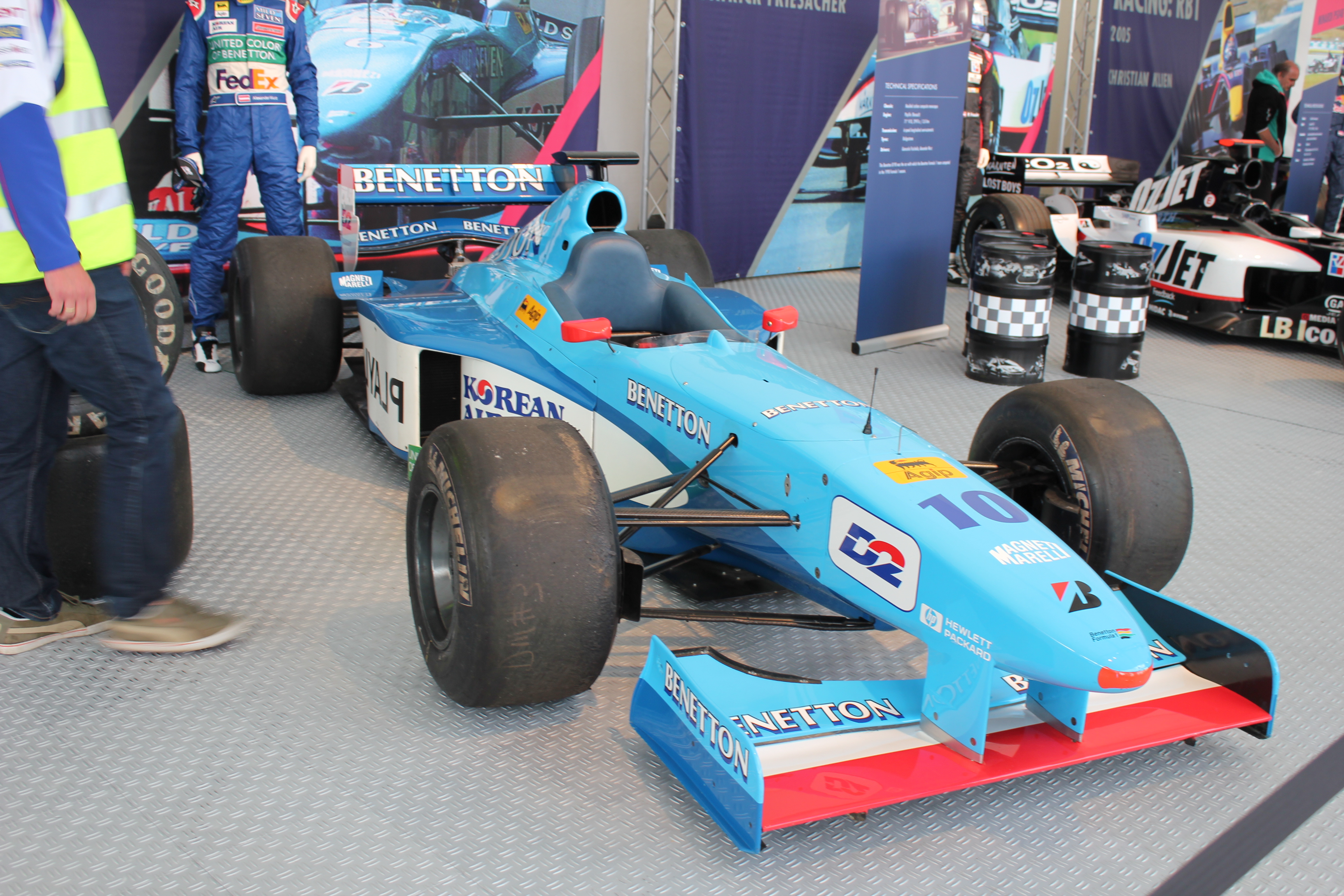
B198 プレイライフ
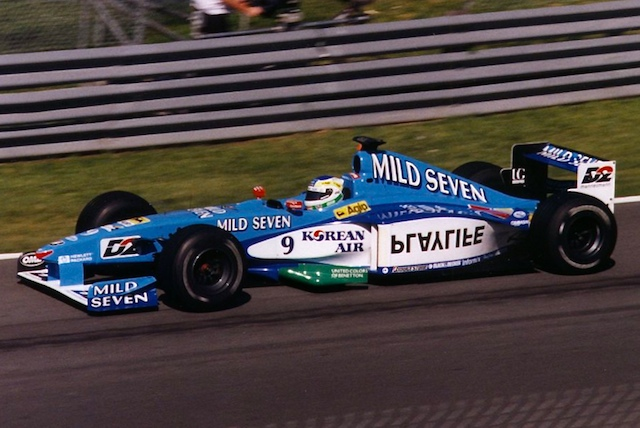
B199 プレイライフ
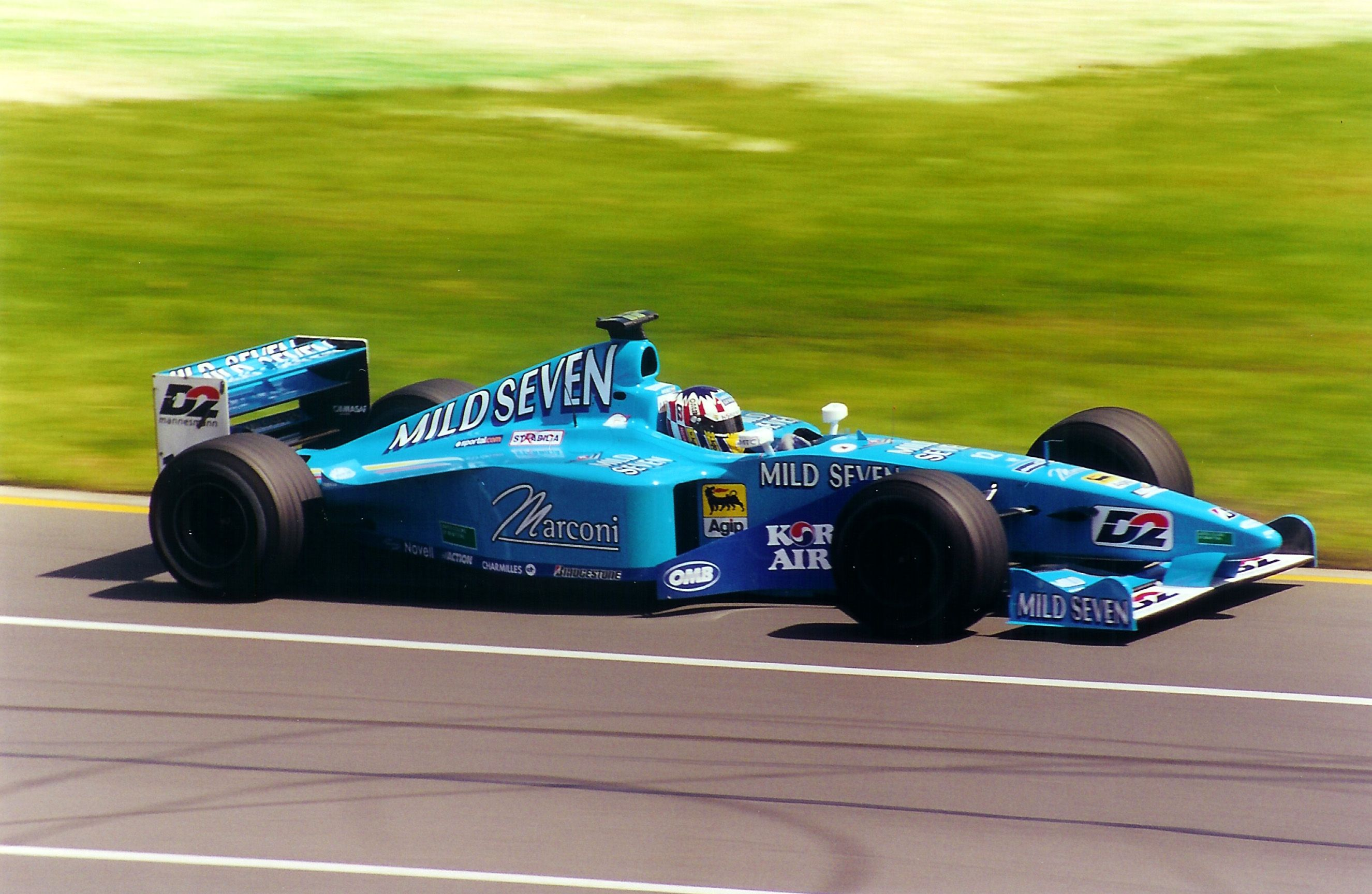
B200 プレイライフ
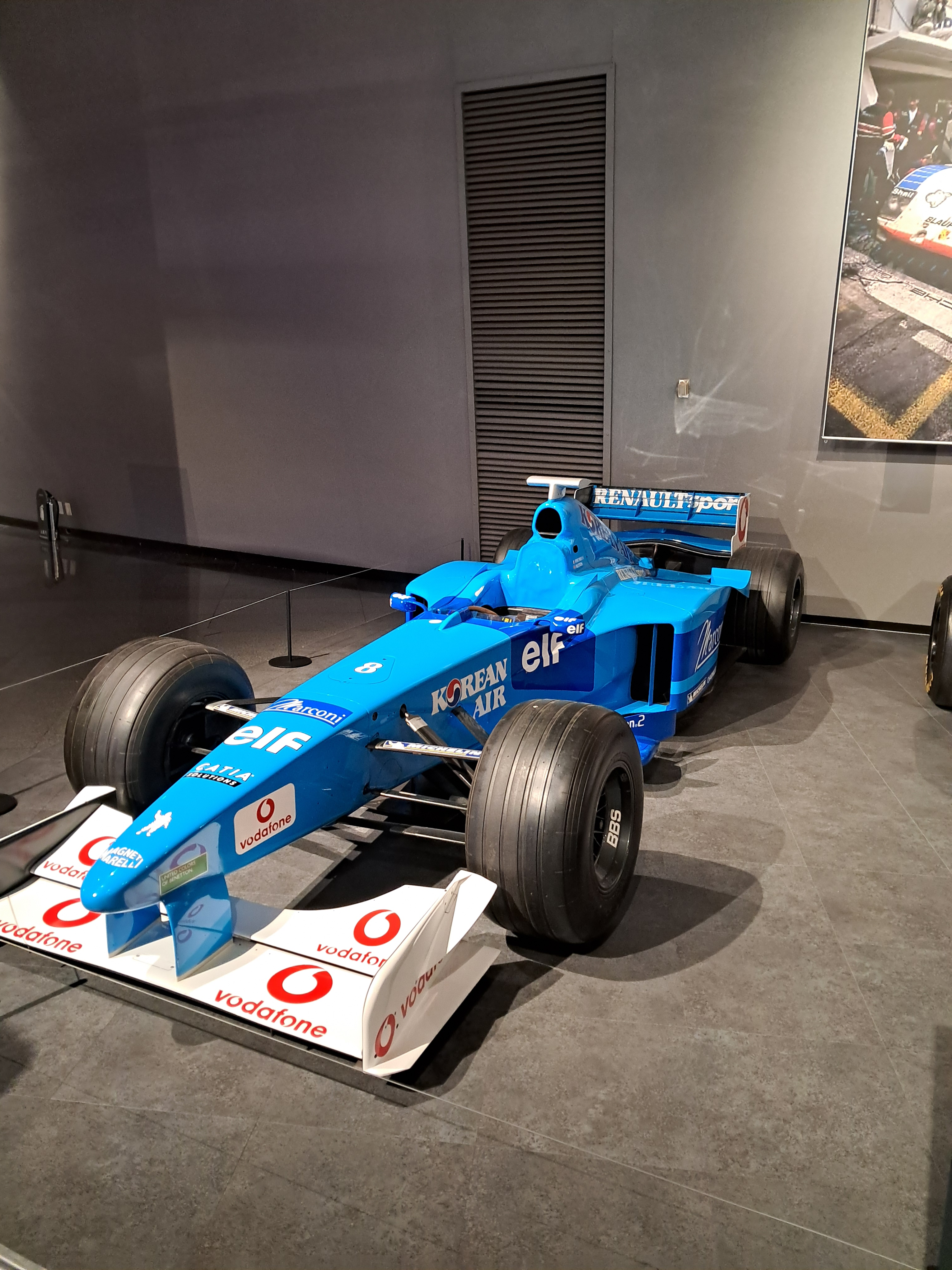
B201 ルノー

## チームカラー
初期のチームカラーは、親会社同様アバンギャルドな印象を与えた。ブラシでマシンに直接描いたようなデザイン（B186）、赤・青・黄・緑の極彩色を用いた大胆なカラーリング（B187〜B190）。果てはタイヤにまでカラーリングを施したほどであった。ちなみにティレルやアルファ・ロメオのスポンサーだった頃は緑地に白のスポンサーネームとロゴとシンプルだったが、トールマン最後のマシンとなるTG185では白地に万国旗をちりばめたデザインを採用し、後のハイセンスなカラーリングデザインを髣髴とさせている。
またB186を駆ったベルガー、ファビのヘルメットのカラーリングデザインも当時はマシンカラーに合わせたものとなっていた。
大胆なのはカラーリングのみではなかった。マシンデザイナーのロリー・バーンは、空力が現在ほど重要視されなかった当時のF1において、トールマン時代にスポーツカーノーズを採用したTG183B、細く先鋭なペンシルノーズを採用したB187〜B190、NAエンジン用エアインテークをマシン側方に配置したB188、高く持ち上がったバナナノーズを持ったB192など前衛的なデザインのマシンを次々と開発。現代F1への影響は少なくない。
しかし、バーンがチームを離脱した1997年以降は、成績の下降もあってコンサバティブな方向性にシフト。
カラーリングにおいても、1991年からキャメル（黄色）、1994年からマイルドセブン（青色）がスポンサーについたことで、初期の独自性を失っていた。